# Ausztrália a 2020. évi nyári olimpiai játékokon
Ausztrália a japán Tokióban megrendezett 2020. évi nyári olimpiai játékok egyik részt vevő nemzete volt. Az országot 30 sportágban 478 sportoló képviselte, akik összesen 46 érmet szereztek.

## Érmesek
| Érem  | Versenyző | Sportág        | Versenyszám                    |
| ----- | --- | -------------- | ------------------------------ |
| Arany | Bronte Campbell Cate Campbell Meg Harris Emma McKeon Mollie O'Callaghan Madison Wilson                           | Úszás          | Női 4 × 100 m gyors            |
| Arany | Ariarne Titmus                                                                                                   | Úszás          | Női 400 m gyors                |
| Arany | Kaylee McKeown                                                                                                   | Úszás          | Női 100 m hát                  |
| Arany | Annabelle McIntyre Jessica Morrison Rosemary Popa Lucy Stephan                                                   | Evezés         | Női kormányos nélküli négyes   |
| Arany | Jack Hargreaves Alexander Hill Alexander Purnell Spencer Turrin                                                  | Evezés         | Férfi kormányos nélküli négyes |
| Arany | Ariarne Titmus                                                                                                   | Úszás          | Női 200 m gyors                |
| Arany | Zac Stubblety-Cook                                                                                               | Úszás          | Férfi 200 m mell               |
| Arany | Jessica Fox | Kajak-kenu     | Női szlalom C-1                |
| Arany | Emma McKeon | Úszás          | Női 100 m gyors                |
| Arany | Kaylee McKeown                                                                                                   | Úszás          | Női 200 m hát                  |
| Arany | Emma McKeon | Úszás          | Női 50 m gyors                 |
| Arany | Cate Campbell Chelsea Hodges Kaylee McKeown Emma McKeon Mollie O'Callaghan Emily Seebohm Brianna Throssell       | Úszás          | Női 4 × 100 m vegyes           |
| Arany | Logan Martin | Kerékpározás   | Férfi BMX freestyle            |
| Arany | Matthew Wearn | Vitorlázás     | Férfi laser                    |
| Arany | Mathew Belcher William Ryan                                                                                      | Vitorlázás     | Férfi 470                      |
| Arany | Thomas Green Jean van der Westhuyzen                                                                             | Kajak-kenu     | Férfi K-2 1000 m               |
| Arany | Keegan Palmer | Gördeszkázás   | Férfi egyéni park              |
| Ezüst | Jack McLoughlin                                                                                                  | Úszás          | Férfi 400 m gyors              |
| Ezüst | Kyle Chalmers | Úszás          | Férfi 100 m gyors              |
| Ezüst | Ariarne Titmus                                                                                                   | Úszás          | Női 800 m gyors                |
| Ezüst | Andrew Hoy Kevin McNab Shane Rose                                                                                | Lovaglás       | Csapat lovastusa               |
| Ezüst | Férfi gyeplabda-válogatott                                                                                       | Gyeplabda      | Férfi gyeplabda                |
| Ezüst | Mariafe Artacho del Solar Taliqua Clancy                                                                         | Röplabda       | Női strandröplabda             |
| Ezüst | Nicola McDermott                                                                                                 | Atlétika       | Női magasugrás                 |
| Bronz | Brendon Smith | Úszás          | Férfi 400 m vegyes             |
| Bronz | Emma McKeon | Úszás          | Női 100 m pillangó             |
| Bronz | Kyle Chalmers Alexander Graham Zac Incerti Cameron McEvoy Matthew Temple                                         | Úszás          | Férfi 4 × 100 m gyors          |
| Bronz | Owen Wright | Hullámlovaglás | Férfi egyéni                   |
| Bronz | Jessica Fox | Kajak-kenu     | Női szlalom K-1                |
| Bronz | Caleb Antill Jack Cleary Cameron Girdlestone Luke Letcher                                                        | Evezés         | Férfi négypár                  |
| Bronz | Caitlin Cronin Harriet Hudson Rowena Meredith Ria Thompson                                                       | Evezés         | Női négypár                    |
| Bronz | Kyle Chalmers Alexander Graham Mack Horton Zac Incerti Thomas Neill Elijah Winnington                            | Úszás          | Férfi 4 × 200 m gyors          |
| Bronz | Rohan Dennis | Kerékpározás   | Férfi egyéni időfutam          |
| Bronz | Tamsin Cook Meg Harris Emma McKeon Leah Neale Mollie O'Callaghan Brianna Throssell Ariarne Titmus Madison Wilson | Úszás          | Női 4 × 200 m gyors            |
| Bronz | Cate Campbell | Úszás          | Női 100 m gyors                |
| Bronz | Emily Seebohm | Úszás          | Női 200 m hát                  |
| Bronz | Bronte Campbell Isaac Cooper Emma McKeon Kaylee McKeown Zac Stubblety-Cook Matthew Temple Brianna Throssell      | Úszás          | Vegyes 4 × 100 m vegyes        |
| Bronz | John Peers Ashleigh Barty                                                                                        | Tenisz         | Vegyes páros                   |
| Bronz | Andrew Hoy | Lovaglás       | Egyéni lovastusa               |
| Bronz | Kareena Lee | Úszás          | Női 10 km nyílt vízi           |
| Bronz | Leigh Howard Kelland O'Brien Luke Plapp Alexander Porter Sam Welsford                                            | Kerékpározás   | Férfi csapat üldözőverseny     |
| Bronz | Melissa Wu | Műugrás        | Női egyéni toronyugrás         |
| Bronz | Ashley Moloney                                                                                                   | Atlétika       | Férfi tízpróba                 |
| Bronz | Harry Garside | Ökölvívás      | Férfi könnyűsúly               |
| Bronz | Kelsey-Lee Barber                                                                                                | Atlétika       | Női gerelyhajítás              |
| Bronz | Férfi kosárlabda-válogatott                                                                                      | Kosárlabda     | Férfi kosárlabda               |

## Asztalitenisz
Férfi
| Versenyző                        | Versenyszám | Selejtező                    | 64-es főtábla       | 48-as főtábla | 32-es főtábla | Nyolcaddöntő      | Negyeddöntő | Elődöntő | Döntő   | Helyezés |
| -------------------------------- | ----------- | ---------------------------- | ------------------- | ------------- | ------------- | ----------------- | ----------- | -------- | ------- | -------- |
| David Powell                     | Egyes       | Širuček (CZE) · visszalépett | Wang (SVK) · 0-4    | kiesett       | kiesett       | kiesett           | kiesett     | kiesett  | kiesett | kiesett  |
| Chris Yan                        | Egyes       |                              | Ionescu (ROU) · 1-4 | kiesett       | kiesett       | kiesett           | kiesett     | kiesett  | kiesett | kiesett  |
| Hu Heming David Powell Chris Yan | Csapat      |                              |                     |               |               | Japán (JPN) · 0-3 | kiesett     | kiesett  | kiesett | kiesett  |

Női
| Versenyző                                     | Versenyszám | Selejtező           | 64-es főtábla         | 48-as főtábla       | 32-es főtábla   | Nyolcaddöntő            | Negyeddöntő | Elődöntő | Döntő   | Helyezés |
| --------------------------------------------- | ----------- | ------------------- | --------------------- | ------------------- | --------------- | ----------------------- | ----------- | -------- | ------- | -------- |
| Michelle Bromley                              | Egyes       |                     | Partyka (POL) · 0-4   | kiesett             | kiesett         | kiesett                 | kiesett     | kiesett  | kiesett | kiesett  |
| Jian Fang Lay                                 | Egyes       | Fonseca (CUB) · 4-0 | Vivarelli (ITA) · 4-1 | Li Qian (POL) · 4-2 | Han (GER) · 0-4 | kiesett                 | kiesett     | kiesett  | kiesett | kiesett  |
| Michelle Bromley Jian Fang Lay Melissa Tapper | Csapat      |                     |                       |                     |                 | Németország (GER) · 0-3 | kiesett     | kiesett  | kiesett | kiesett  |

Vegyes
| Versenyző                | Versenyszám | Nyolcaddöntő              | Negyeddöntő | Elődöntő | Döntő   | Helyezés |
| ------------------------ | ----------- | ------------------------- | ----------- | -------- | ------- | -------- |
| Hu Heming Melissa Tapper | Páros       | Lebesson/Yuan (FRA) · 0-4 | kiesett     | kiesett  | kiesett | kiesett  |

## Atlétika
Férfi
| Versenyző       | Versenyszám     | Előfutam      | Előfutam      | Elődöntő | Elődöntő | Döntő    | Döntő    |
| Versenyző       | Versenyszám     | Idő           | Hely.         | Idő      | Hely.    | Idő      | Helyezés |
| --------------- | --------------- | ------------- | ------------- | -------- | -------- | -------- | -------- |
| Rohan Browning  | 100 m           | 10.01         | 1             | 10.09    | 5        | kiesett  | kiesett  |
| Alex Beck       | 400 m           | 45.54         | 6             | kiesett  | kiesett  | kiesett  | kiesett  |
| Steven Solomon  | 400 m           | 44.94         | 2             | 45.15    | 3        | kiesett  | kiesett  |
| Peter Bol       | 800 m           | 1:44.13       | 2             | 1:44.11  | 1        | 1:45.92  | 4        |
| Charlie Hunter  | 800 m           | 1:45.91       | 4             | 1:46.73  | 7        | kiesett  | kiesett  |
| Jeff Riseley    | 800 m           | 1:45.41       | 4             | 1:47.17  | 5        | kiesett  | kiesett  |
| Jye Edwards     | 1500 m          | 3:42.62       | 7             | kiesett  | kiesett  | kiesett  | kiesett  |
| Ollie Hoare     | 1500 m          | 3:36.09       | 3             | 3:34.35  | 4        | 3:35.79  | 11       |
| Stewart McSweyn | 1500 m          | 3:36.39       | 3             | 3:32.54  | 5        | 3:31.91  | 7        |
| Morgan McDonald | 5000 m          | 13:37.36      | 11            |          |          | kiesett  | kiesett  |
| David McNeill   | 5000 m          | 13:39.95      | 8             | kiesett  | kiesett  |          |          |
| Patrick Tiernan | 5000 m          | visszalépett  | visszalépett  | kiesett  | kiesett  |          |          |
| Patrick Tiernan | 10 000 m        |               |               |          |          | 28:35.06 | 19       |
| Nicholas Hough  | 110 m gát       | 13.57         | 3             | 13.88    | 9        | kiesett  | kiesett  |
| Ben Buckingham  | 3000 m akadály  | 8:20.95       | 7             |          |          | kiesett  | kiesett  |
| Matthew Clarke  | 3000 m akadály  | 8:42.37       | 14            | kiesett  | kiesett  |          |          |
| Edward Trippas  | 3000 m akadály  | 8:29.90       | 11            | kiesett  | kiesett  |          |          |
| Liam Adams      | Maraton         |               |               |          |          | 2:15:51  | 24       |
| Jack Rayner     | Maraton         | nem ért célba | nem ért célba |          |          |          |          |
| Brett Robinson  | Maraton         | 2:24:04       | 66            |          |          |          |          |
| Kyle Swan       | 20 km gyaloglás | 1:27:55       | 36            |          |          |          |          |
| Declan Tingay   | 20 km gyaloglás | 1:24:00       | 17            |          |          |          |          |
| Rhydian Cowley  | 50 km gyaloglás | 3:52:01       | 8             |          |          |          |          |

| Versenyző        | Versenyszám   | Selejtező | Selejtező | Döntő                    | Döntő                    |
| Versenyző        | Versenyszám   | Eredmény  | Helyezés  | Eredmény                 | Helyezés                 |
| ---------------- | ------------- | --------- | --------- | ------------------------ | ------------------------ |
| Henry Frayne     | Távolugrás    | 7.93 m    | 14        | kiesett                  | kiesett                  |
| Brandon Starc    | Magasugrás    | 2.28 m    | 4         | 2.35 m                   | 5                        |
| Kurtis Marschall | Rúdugrás      | 5.75 m    | 5         | érvényes kísérlet nélkül | érvényes kísérlet nélkül |
| Matthew Denny    | Diszkoszvetés | 65.13 m   | 4         | 67.02 m                  | 4                        |

| Versenyző      | Versenyszám | 100 m | 100 m | Távolugrás | Távolugrás | Súlylökés | Súlylökés | Magasugrás | Magasugrás | 400 m | 400 m | 110 m gát | 110 m gát | Diszkoszvetés | Diszkoszvetés | Rúdugrás        | Rúdugrás        | Gerelyhajítás | Gerelyhajítás | 1500 m  | 1500 m | Végeredmény | Végeredmény |
| Versenyző      | Versenyszám | Idő   | Pont  | Eredmény   | Pont       | Eredmény  | Pont      | Eredmény   | Pont       | Idő   | Pont  | Idő       | Pont      | Eredmény      | Pont          | Eredmény        | Pont            | Eredmény      | Pont          | Idő     | Pont   | Pont        | Helyezés    |
| -------------- | ----------- | ----- | ----- | ---------- | ---------- | --------- | --------- | ---------- | ---------- | ----- | ----- | --------- | --------- | ------------- | ------------- | --------------- | --------------- | ------------- | ------------- | ------- | ------ | ----------- | ----------- |
| Cedric Dubler  | Tízpróba    | 10.89 | 885   | 7.36 m     | 900        | 13.25 m   | 689       | 2.05 m     | 850        | 49.02 | 860   | 15.10     | 837       | 43.31 m       | 732           | érvényes nélkül | érvényes nélkül | 58.52 m       | 716           | 5:03.69 | 539    | 7008        | 21          |
| Ashley Moloney | Tízpróba    | 10.34 | 1013  | 7.64 m     | 970        | 14.49 m   | 758       | 2.11 m     | 916        | 46.29 | 994   | 14.08     | 964       | 44.38 m       | 754           | 5.10 m          | 910             | 57.12 m       | 695           | 4:39.19 | 685    | 8649        | Bronz       |

Női
| Versenyző                                                       | Versenyszám     | Előfutam | Előfutam | Elődöntő      | Elődöntő      | Döntő   | Döntő    |
| Versenyző                                                       | Versenyszám     | Idő      | Hely.    | Idő           | Hely.         | Idő     | Helyezés |
| --------------------------------------------------------------- | --------------- | -------- | -------- | ------------- | ------------- | ------- | -------- |
| Hana Basic                                                      | 100 m           | 11.32    | 5        | kiesett       | kiesett       | kiesett | kiesett  |
| Riley Day                                                       | 200 m           | 22.94    | 3        | 22.56         | 4             | kiesett | kiesett  |
| Bendere Oboya                                                   | 400 m           | 52.37    | 5        | kiesett       | kiesett       | kiesett | kiesett  |
| Catriona Bisset                                                 | 800 m           | 2:01.65  | 5        | kiesett       | kiesett       | kiesett | kiesett  |
| Morgan Mitchell                                                 | 800 m           | 2:05.44  | 6        | kiesett       | kiesett       | kiesett | kiesett  |
| Georgia Griffith                                                | 1500 m          | 4:14.43  | 14       | kiesett       | kiesett       | kiesett | kiesett  |
| Linden Hall                                                     | 1500 m          | 4:02.27  | 3        | 4:01.37       | 3             | 3:59.01 | 6        |
| Jessica Hull                                                    | 1500 m          | 4:05.28  | 2        | 3:58.81       | 4             | 4:02.63 | 11       |
| Isobel Batt-Doyle                                               | 5000 m          | 15:21.65 | 15       |               |               | kiesett | kiesett  |
| Jenny Blundell                                                  | 5000 m          | 15:11.27 | 11       | kiesett       | kiesett       |         |          |
| Rose Davies                                                     | 5000 m          | 15:50.07 | 18       | kiesett       | kiesett       |         |          |
| Liz Clay                                                        | 100 m gát       | 12.87    | 2        | 12.71         | 3             | kiesett | kiesett  |
| Sarah Carli                                                     | 400 m gát       | 56.93    | 5        | kiesett       | kiesett       | kiesett | kiesett  |
| Amy Cashin                                                      | 3000 m akadály  | 9:34.67  | 11       |               |               | kiesett | kiesett  |
| Genevieve Gregson                                               | 3000 m akadály  | 9:26.11  | 6        | nem ért célba | nem ért célba |         |          |
| Georgia Winkcup                                                 | 3000 m akadály  | 9:59.29  | 13       | kiesett       | kiesett       |         |          |
| Ellie Beer Kendra Hubbard Bendere Oboya Anneliese Rubie-Renshaw | 4 × 400 m       | 3:30.61  | 7        | kiesett       | kiesett       |         |          |
| Sinead Diver                                                    | Maraton         |          |          |               |               | 2:31:14 | 10       |
| Ellie Pashley                                                   | Maraton         | 2:33:39  | 23       |               |               |         |          |
| Lisa Weightman                                                  | Maraton         | 2:34:19  | 26       |               |               |         |          |
| Katie Hayward                                                   | 20 km gyaloglás | 1:38:11  | 37       |               |               |         |          |
| Rebecca Henderson                                               | 20 km gyaloglás | 1:38:21  | 38       |               |               |         |          |
| Jemima Montag                                                   | 20 km gyaloglás | 1:30:39  | 6        |               |               |         |          |

| Versenyző         | Versenyszám   | Selejtező | Selejtező | Döntő    | Döntő    |
| Versenyző         | Versenyszám   | Eredmény  | Helyezés  | Eredmény | Helyezés |
| ----------------- | ------------- | --------- | --------- | -------- | -------- |
| Brooke Stratton   | Távolugrás    | 6.60 m    | 12        | 6.83 m   | 7        |
| Nicola McDermott  | Magasugrás    | 1.95 m    | =1        | 2.02 m   | Ezüst    |
| Eleanor Patterson | Magasugrás    | 1.95 m    | =4        | 1.96 m   | 5        |
| Nina Kennedy      | Rúdugrás      | 4.40 m    | 22        | kiesett  | kiesett  |
| Liz Parnov        | Rúdugrás      | 4.25 m    | 24        | kiesett  | kiesett  |
| Dani Stevens      | Diszkoszvetés | 58.77 m   | 22        | kiesett  | kiesett  |
| Kelsey-Lee Barber | Gerelyhajítás | 62.59 m   | 2         | 64.56 m  | Bronz    |
| Mackenzie Little  | Gerelyhajítás | 62.37 m   | 3         | 59.96 m  | 8        |
| Kathryn Mitchell  | Gerelyhajítás | 61.85 m   | 7         | 61.82 m  | 6        |

## Cselgáncs
| Versenyző         | Versenyszám      | 32-es főtábla          | Nyolcaddöntő              | Negyeddöntő | Elődöntő | Vigaszág elődöntő | Bronz- mérkőzés | Döntő   | Helyezés |
| ----------------- | ---------------- | ---------------------- | ------------------------- | ----------- | -------- | ----------------- | --------------- | ------- | -------- |
| Nathan Katz       | Férfi harmatsúly | Postigos (PER) · 10-00 | Shmailov (ISR) · 00-01    | kiesett     | kiesett  | kiesett           | kiesett         | kiesett | kiesett  |
| Katharina Haecker | Női váltósúly    | Sharir (ISR) · 10-00   | Franssen (NED) · 00-10    | kiesett     | kiesett  | kiesett           | kiesett         | kiesett | kiesett  |
| Aoife Coughlan    | Női középsúly    | Biribo (KIR) · 10-01   | Scoccimarro (GER) · 00-10 | kiesett     | kiesett  | kiesett           | kiesett         | kiesett | kiesett  |

## Evezés
Férfi
| Versenyző | Versenyszám              | Előfutam | Előfutam | Vigaszág | Vigaszág | Elődöntő | Elődöntő | Elődöntő | Döntő | Döntő   | Döntő | Helyezés |
| Versenyző | Versenyszám              | Idő      | Hely.    | Idő      | Hely.    | Típus    | Idő      | Hely.    | Típus | Idő     | Hely. | Helyezés |
| --- | ------------------------ | -------- | -------- | -------- | -------- | -------- | -------- | -------- | ----- | ------- | ----- | -------- |
| Sam Hardy Joshua Hicks | Kormányos nélküli kettes | 6:42.74  | 1        |          |          | A/B      | 6:19.30  | 4        | B     | 6:30.20 | 4     | 10       |
| Caleb Antill Jack Cleary Cameron Girdlestone Luke Letcher                                                                      | Négypár                  | 5:41.45  | 2        |          |          |          |          |          | A     | 5:33.97 | 3     | Bronz    |
| Jack Hargreaves Alexander Hill Alexander Purnell Spencer Turrin                                                                | Kormányos nélküli négyes | 5:54.27  | 1        |          |          |          |          |          | A     | 5:42.76 | 1     | Arany    |
| Josh Booth Angus Dawson Simon Keenan Nicholas Lavery Timothy Masters Jack O'Brien Nicholas Purnell Stuart Sim Angus Widdicombe | Nyolcas                  | 5:43.66  | 4        | 5:25.06  | 4        |          |          |          | A     | 5:36.23 | 6     | 6        |

Női
| Versenyző | Versenyszám              | Előfutam | Előfutam | Vigaszág | Vigaszág | Elődöntő | Elődöntő | Elődöntő | Döntő | Döntő   | Döntő | Helyezés |
| Versenyző | Versenyszám              | Idő      | Hely.    | Idő      | Hely.    | Típus    | Idő      | Hely.    | Típus | Idő     | Hely. | Helyezés |
| --- | ------------------------ | -------- | -------- | -------- | -------- | -------- | -------- | -------- | ----- | ------- | ----- | -------- |
| Annabelle McIntyre Jessica Morrison                                                                                          | Kormányos nélküli kettes | 7:21.75  | 1        |          |          | A/B      | 6:49.82  | 4        | B     | 6:56.46 | 1     | 7        |
| Amanda Bateman Tara Rigney                                                                                                   | Kétpár                   | 6:53.30  | 3        |          |          | A/B      | 7:15.25  | 5        | B     | 6:57.71 | 1     | 7        |
| Caitlin Cronin Harriet Hudson Rowena Meredith Ria Thompson                                                                   | Négypár                  | 6:26.21  | 4        | 6:36.67  | 1        |          |          |          | A     | 6:12.08 | 3     | Bronz    |
| Annabelle McIntyre Jessica Morrison Rosemary Popa Lucy Stephan                                                               | Kormányos nélküli négyes | 6:28.76  | 1        |          |          |          |          |          | A     | 6:15.37 | 1     | Arany    |
| Olympia Aldersey Bronwyn Cox Molly Goodman Sarah Hawe Genevieve Horton Giorgia Patten James Rook Georgina Rowe Katrina Werry | Nyolcas                  | 6:18.95  | 3        | 5:57.15  | 4        |          |          |          | A     | 6:03.92 | 5     | 5        |

## Golf
Férfi
| Versenyző     | Versenyszám | 1. forduló | 2. forduló | 3. forduló | 4. forduló | Összesen | Összesen | Összesen |
| Versenyző     | Versenyszám | Pont       | Pont       | Pont       | Pont       | Pontszám | Par      | Helyezés |
| ------------- | ----------- | ---------- | ---------- | ---------- | ---------- | -------- | -------- | -------- |
| Marc Leishman | Férfi       | 70         | 71         | 72         | 69         | 282      | −2       | =51      |
| Cameron Smith | Férfi       | 71         | 67         | 66         | 66         | 270      | −14      | =10      |

Női
| Versenyző    | Versenyszám | 1. forduló | 2. forduló | 3. forduló | 4. forduló | Összesen | Összesen | Összesen |
| Versenyző    | Versenyszám | Pont       | Pont       | Pont       | Pont       | Pontszám | Par      | Helyezés |
| ------------ | ----------- | ---------- | ---------- | ---------- | ---------- | -------- | -------- | -------- |
| Hannah Green | Női         | 71         | 65         | 67         | 68         | 271      | −13      | =5       |
| Minjee Lee   | Női         | 71         | 68         | 73         | 68         | 280      | −4       | =29      |

## Gördeszkázás
Férfi
| Versenyző      | Versenyszám  | Selejtező | Selejtező | Döntő   | Döntő   | Helyezés |
| Versenyző      | Versenyszám  | Pont      | Hely.     | Pont    | Hely.   | Helyezés |
| -------------- | ------------ | --------- | --------- | ------- | ------- | -------- |
| Keegan Palmer  | Egyéni park  | 77.00     | 5         | 95.83   | 1       | Arany    |
| Kieran Woolley | Egyéni park  | 82.69     | 2         | 82.04   | 5       | 5        |
| Shane O'Neill  | Egyéni utcai | 19.52     | 16        | kiesett | kiesett | kiesett  |

Női
| Versenyző         | Versenyszám  | Selejtező | Selejtező | Döntő   | Döntő   | Helyezés |
| Versenyző         | Versenyszám  | Pont      | Hely.     | Pont    | Hely.   | Helyezés |
| ----------------- | ------------ | --------- | --------- | ------- | ------- | -------- |
| Poppy Starr Olsen | Egyéni park  | 44.03     | 6         | 46.04   | 5       | 5        |
| Hayley Wilson     | Egyéni utcai | 5.34      | 16        | kiesett | kiesett | kiesett  |

## Gyeplabda
Férfi
Játékoskeret
| Ausztrál férfi gyeplabdacsapat-játékoskeret                                                                                           | Ausztrál férfi gyeplabdacsapat-játékoskeret                                                                                                |
| --- | --- |
| - Lachlan Sharp - Tom Craig - Tom Wickham - Matt Dawson - Joshua Beltz - Eddie Ockenden - Jacob Whetton - Blake Govers - Dylan Martin | - Joshua Simmonds - Tim Howard - Aran Zalewski - Flynn Ogilvie - Daniel Beale - Trent Mitton - Tim Brand - Andrew Charter - Jeremy Hayward |

Eredmények
Csoportkör
A csoport
| Hely. | Csapat              | M | Gy | D | V | G+ | G– | Gk  | P  | Továbbjutás |
| ----- | ------------------- | - | -- | - | - | -- | -- | --- | -- | ----------- |
| 1.    | Ausztrália (AUS)    | 5 | 4  | 1 | 0 | 22 | 9  | +13 | 13 | Negyeddöntő |
| 2.    | India (IND)         | 5 | 4  | 0 | 1 | 15 | 13 | +2  | 12 | Negyeddöntő |
| 3.    | Argentína (ARG)     | 5 | 2  | 1 | 2 | 10 | 11 | −1  | 7  | Negyeddöntő |
| 4.    | Spanyolország (ESP) | 5 | 1  | 2 | 2 | 9  | 10 | −1  | 5  | Negyeddöntő |
| 5.    | Új-Zéland (NZL)     | 5 | 1  | 1 | 3 | 11 | 16 | −5  | 4  |             |
| 6.    | Japán (JPN) (R)     | 5 | 0  | 1 | 4 | 10 | 18 | −8  | 1  |             |

| 2021. július 24. 09:30 (02:30) | Japán (JPN)                       | 3–5         | Ausztrália (AUS)                                               | Játékvezetők: Jakub Mejzlík (CZE) Lim Hong-Zhen (SGP) |
| 2021. július 24. 09:30 (02:30) | Tanaka K. 22', 27' · Kirisita 26' | Jegyzőkönyv | Brand 11' · Craig 14' · Grovers 31' · Zalewski 38' · Beale 50' | Játékvezetők: Jakub Mejzlík (CZE) Lim Hong-Zhen (SGP) |

| 2021. július 25. 18:30 (11:30) | India (IND)  | 1–7         | Ausztrália (AUS)                                                                | Játékvezetők: Ben Göntgen (GER) Marcin Grochal (POL) |
| 2021. július 25. 18:30 (11:30) | Dilpreet 34' | Jegyzőkönyv | Beale 10' · Hayward 21' · Oglivie 23' · Beltz 26' · Govers 40', 42' · Brand 51' | Játékvezetők: Ben Göntgen (GER) Marcin Grochal (POL) |

| 2021. július 27. 09:30 (02:30) | Argentína (ARG)         | 2–5         | Ausztrália (AUS)                                        | Játékvezetők: Jakub Mejzlík (CZE) Peter Wright (RSA) |
| 2021. július 27. 09:30 (02:30) | Tolini 4' · Casella 55' | Jegyzőkönyv | Govers 15', 23' · Wickham 21' · Sharp 25' · Hayward 39' | Játékvezetők: Jakub Mejzlík (CZE) Peter Wright (RSA) |

| 2021. július 28. 21:15 (14:15) | Ausztrália (AUS)                         | 4–2         | Új-Zéland (NZL)  | Játékvezetők: Francisco Vázquez (ESP) Marcin Grochal (POL) |
| 2021. július 28. 21:15 (14:15) | Brand 9', 50' · Govers 55' · Wickham 57' | Jegyzőkönyv | Russell 13', 58' | Játékvezetők: Francisco Vázquez (ESP) Marcin Grochal (POL) |

| 2021. július 30. 10:00 (03:00) | Ausztrália (AUS) | 1–1         | Spanyolország (ESP) | Játékvezetők: Javed Shaikh (IND) Jakub Mejzlík (CZE) |
| 2021. július 30. 10:00 (03:00) | Wickham 18'      | Jegyzőkönyv | Quemada 60'         | Játékvezetők: Javed Shaikh (IND) Jakub Mejzlík (CZE) |

Negyeddöntő
| 2021. augusztus 1. 12:00 (5:00) | Ausztrália (AUS)     | 2–2         | Hollandia (NED)                       | Játékvezetők: Ben Göntgen (GER) Germán Montes de Oca (ARG) |
| 2021. augusztus 1. 12:00 (5:00) | Wickham 13', 38'     | Jegyzőkönyv | van der Weerden 32' · Hertzberger 50' | Játékvezetők: Ben Göntgen (GER) Germán Montes de Oca (ARG) |
| 2021. augusztus 1. 12:00 (5:00) | Büntetőpárbaj:       |             |                                       | Játékvezetők: Ben Göntgen (GER) Germán Montes de Oca (ARG) |
| 2021. augusztus 1. 12:00 (5:00) | Govers Oglivie Brand | 3–0         | Hertzberger Kemperman de Geus         | Játékvezetők: Ben Göntgen (GER) Germán Montes de Oca (ARG) |

Elődöntő
| 2021. augusztus 3. 19:00 (12:00) | Ausztrália (AUS)                  | 3–1         | Németország (GER) | Játékvezetők: Germán Montes de Oca (ARG) Marcin Grochal (POL) |
| 2021. augusztus 3. 19:00 (12:00) | Brand 7' · Govers 27' · Sharp 59' | Jegyzőkönyv | Windfeder 11'     | Játékvezetők: Germán Montes de Oca (ARG) Marcin Grochal (POL) |

Döntő
| 2021. augusztus 3. 19:00 (12:00) | Ausztrália (AUS)                      | 1–1         | Belgium (BEL)                          | Játékvezetők: Coen van Bunge (NED) Marcin Grochal (POL) |
| 2021. augusztus 3. 19:00 (12:00) | Wickham 47'                           | Jegyzőkönyv | Van Aubel 32'                          | Játékvezetők: Coen van Bunge (NED) Marcin Grochal (POL) |
| 2021. augusztus 3. 19:00 (12:00) | Büntetőpárbaj:                        |             |                                        | Játékvezetők: Coen van Bunge (NED) Marcin Grochal (POL) |
| 2021. augusztus 3. 19:00 (12:00) | Govers Oglivie Brand Simmonds Whetton | 2–3         | Van Aubel De Sloover Denayer Hendrickx | Játékvezetők: Coen van Bunge (NED) Marcin Grochal (POL) |

Női
Játékoskeret
| Ausztrál női gyeplabdacsapat-játékoskeret | Ausztrál női gyeplabdacsapat-játékoskeret |
| --- | --- |
| - Ambrosia Malone - Brooke Peris - Amy Lawton - Georgia Wilson - Madison Fitzpatrick - Greta Hayes - Edwina Bone - Stephanie Kershaw - Kaitlin Nobbs | - Jane Claxton - Karri Somerville - Renee Taylor - Kate Jenner - Mariah Williams - Emily Chalker - Rachael Lynch - Grace Stewart - Savannah Fitzpatrick |

Eredmények
Csoportkör
B csoport
| Hely. | Csapat              | M | Gy | D | V | G+ | G– | Gk  | P  | Továbbjutás |
| ----- | ------------------- | - | -- | - | - | -- | -- | --- | -- | ----------- |
| 1.    | Ausztrália (AUS)    | 5 | 5  | 0 | 0 | 13 | 1  | +12 | 15 | Negyeddöntő |
| 2.    | Spanyolország (ESP) | 5 | 3  | 0 | 2 | 9  | 8  | +1  | 9  | Negyeddöntő |
| 3.    | Argentína (ARG)     | 5 | 3  | 0 | 2 | 8  | 8  | 0   | 9  | Negyeddöntő |
| 4.    | Új-Zéland (NZL)     | 5 | 2  | 0 | 3 | 8  | 7  | +1  | 6  | Negyeddöntő |
| 5.    | Kína (CHN)          | 5 | 2  | 0 | 3 | 9  | 16 | −7  | 6  |             |
| 6.    | Japán (JPN)         | 5 | 0  | 0 | 5 | 6  | 13 | −7  | 0  |             |

| 2021. július 25. 10:00 (03:00) | Ausztrália (AUS)                       | 3–1         | Spanyolország (ESP) | Játékvezetők: Michelle Joubert (RSA) Annelize Rostron (RSA) |
| 2021. július 25. 10:00 (03:00) | Malone 31' · Chalker 32' · Stewart 37' | Jegyzőkönyv | Pérez 33'           | Játékvezetők: Michelle Joubert (RSA) Annelize Rostron (RSA) |

| 2021. július 26. 12:15 (05:15) | Ausztrália (AUS)                                                      | 6–0         | Kína (CHN) | Játékvezetők: Amber Church (NZL) Laurine Delforge (BEL) |
| 2021. július 26. 12:15 (05:15) | Chalker 16', 22' · Peris 31' · Malone 54' · Kershaw 56' · Stewart 58' | Jegyzőkönyv |            | Játékvezetők: Amber Church (NZL) Laurine Delforge (BEL) |

| 2021. július 28. 18:30 (11:30) | Japán (JPN) | 0–1         | Ausztrália (AUS) | Játékvezetők: Maggie Giddens (USA) Liu Hsziao-jing (Liu Xiaoying) (CHN) |
| 2021. július 28. 18:30 (11:30) |             | Jegyzőkönyv | Fitzpatrick 33'  | Játékvezetők: Maggie Giddens (USA) Liu Hsziao-jing (Liu Xiaoying) (CHN) |

| 2021. július 29. 21:15 (14:15) | Új-Zéland (NZL) | 0–1         | Ausztrália (AUS) | Játékvezetők: Sarah Wilson (GBR) Laurine Delforge (BEL) |
| 2021. július 29. 21:15 (14:15) |                 | Jegyzőkönyv | Chalker 34'      | Játékvezetők: Sarah Wilson (GBR) Laurine Delforge (BEL) |

| 2021. július 31. 11:45 (04:45) | Argentína (ARG) | 0–2         | Ausztrália (AUS)              | Játékvezetők: Michelle Meister (GER) Michelle Joubert (RSA) |
| 2021. július 31. 11:45 (04:45) |                 | Jegyzőkönyv | Fitzpatrick 49' · Chalker 59' | Játékvezetők: Michelle Meister (GER) Michelle Joubert (RSA) |

Negyeddöntő
| 2021. augusztus 2. 12:00 (05:00) | Ausztrália (AUS) | 0–1         | India (IND) | Játékvezetők: Carolina de la Fuente (ARG) Irene Presenqui (ARG) |
| 2021. augusztus 2. 12:00 (05:00) |                  | Jegyzőkönyv | Gurjit 22'  | Játékvezetők: Carolina de la Fuente (ARG) Irene Presenqui (ARG) |

## Hullámlovaglás
| Versenyző         | Versenyszám  | 1. forduló | Hely | 2. forduló                    | Hely                       | 3. forduló                 | Negyeddöntő                 | Elődöntő                     | Döntő/BM                   | Helyezés |
| ----------------- | ------------ | ---------- | ---- | ----------------------------- | -------------------------- | -------------------------- | --------------------------- | ---------------------------- | -------------------------- | -------- |
| Julian Wilson     | Férfi egyéni | 8.77       | 4    | 11.27                         | 3                          | Medina (BRA) · 13.00-14.33 | kiesett                     | kiesett                      | kiesett                    | kiesett  |
| Owen Wright       | Férfi egyéni | 10.40      | 1    |                               |                            | Florès (FRA) · 15.00-12.90 | Messinas (PER) · 12.74-7.83 | Ferreira (BRA) · 12.47-13.17 | Medina (BRA) · 11.97-11.77 | Bronz    |
| Sally Fitzgibbons | Női egyéni   | 12.50      | 1    | Ado (FRA) · 10.86-9.03        | Cuzuki (JPN) · 11.67-13.27 | kiesett                    | kiesett                     | kiesett                      |                            |          |
| Stephanie Gilmore | Női egyéni   | 14.50      | 1    | Buitendag (RSA) · 10.00-13.93 | kiesett                    | kiesett                    | kiesett                     | kiesett                      |                            |          |

## Íjászat
Férfi
| Versenyző                            | Versenyszám | Selejtező | Selejtező | 64-es főtábla         | 32-es főtábla       | Nyolcaddöntő       | Negyeddöntő | Elődöntő | Döntő   | Helyezés |
| Versenyző                            | Versenyszám | Pont      | Kiemelt   | 64-es főtábla         | 32-es főtábla       | Nyolcaddöntő       | Negyeddöntő | Elődöntő | Döntő   | Helyezés |
| ------------------------------------ | ----------- | --------- | --------- | --------------------- | ------------------- | ------------------ | ----------- | -------- | ------- | -------- |
| David Barnes                         | Egyéni      | 648       | 50        | Agatha (INA) · 1-7    | kiesett             | kiesett            | kiesett     | kiesett  | kiesett | kiesett  |
| Ryan Tyack                           | Egyéni      | 650       | 42        | D'Amour (ISV) · 6-5   | Gazoz (TUR) · 3-7   | kiesett            | kiesett     | kiesett  | kiesett | kiesett  |
| Taylor Worth                         | Egyéni      | 651       | 39        | Prastyadi (INA) · 6-0 | Vej S-h (CHN) · 6-4 | Gazoz (TUR) · 1-7  | kiesett     | kiesett  | kiesett | kiesett  |
| David Barnes Ryan Tyack Taylor Worth | Csapat      | 1949      | 11        |                       |                     | Tajvan (TPE) · 4-5 | kiesett     | kiesett  | kiesett | kiesett  |

Női
| Versenyző    | Versenyszám | Selejtező | Selejtező | 64-es főtábla      | 32-es főtábla | Nyolcaddöntő | Negyeddöntő | Elődöntő | Döntő   | Helyezés |
| Versenyző    | Versenyszám | Pont      | Kiemelt   | 64-es főtábla      | 32-es főtábla | Nyolcaddöntő | Negyeddöntő | Elődöntő | Döntő   | Helyezés |
| ------------ | ----------- | --------- | --------- | ------------------ | ------------- | ------------ | ----------- | -------- | ------- | -------- |
| Alice Ingley | Egyéni      | 616       | 57        | Perova (ROC) · 1-7 | kiesett       | kiesett      | kiesett     | kiesett  | kiesett | kiesett  |

## Kajak-kenu

### Szlalom
| Versenyző      | Versenyszám | Selejtező | Selejtező | Selejtező | Selejtező | Selejtező     | Selejtező     | Elődöntő | Elődöntő | Döntő  | Döntő    |
| Versenyző      | Versenyszám | 1. futam  | 1. futam  | 2. futam  | 2. futam  | Jobb eredmény | Jobb eredmény | Elődöntő | Elődöntő | Döntő  | Döntő    |
| Versenyző      | Versenyszám | Pont      | Hely.     | Pont      | Hely.     | Pont          | Hely.         | Pont     | Hely.    | Pont   | Helyezés |
| -------------- | ----------- | --------- | --------- | --------- | --------- | ------------- | ------------- | -------- | -------- | ------ | -------- |
| Daniel Watkins | Férfi C-1   | 158.43    | 16        | 103.07    | 8         | 103.07        | 10            | 101.28   | 2        | 108.18 | 9        |
| Lucien Delfour | Férfi K-1   | 91.10     | 2         | 91.12     | 3         | 91.10         | 3             | 97.52    | 6        | 102.33 | 8        |
| Jessica Fox    | Női C-1     | 109.96    | 2         | 110.93    | 5         | 109.96        | 5             | 110.59   | 1        | 105.04 | Arany    |
| Jessica Fox    | Női K-1     | 104.05    | 2         | 98.46     | 1         | 98.46         | 1             | 105.85   | 1        | 106.73 | Bronz    |

### Síkvizi
Férfi
| Versenyző                                                 | Versenyszám | Előfutam | Előfutam | Negyeddöntő | Negyeddöntő | Elődöntő | Elődöntő | Döntő | Döntő    | Döntő    | Helyezés |
| Versenyző                                                 | Versenyszám | Idő      | Hely.    | Idő         | Hely.       | Idő      | Hely.    | Típus | Idő      | Helyezés | Helyezés |
| --------------------------------------------------------- | ----------- | -------- | -------- | ----------- | ----------- | -------- | -------- | ----- | -------- | -------- | -------- |
| Thomas Green                                              | K-1 1000 m  | 3:39.492 | 2        |             |             | 3:24.612 | 3        | A     | 3:28.360 | 7        | 7        |
| Jean van der Westhuyzen                                   | K-1 1000 m  | 3:46.186 | 3        | 3:46.104    | 1           | 3:28.287 | 8        | B     | 3:26.955 | 3        | 11       |
| Riley Fitzsimmons Jordan Wood                             | K-2 1000 m  | 3:18.453 | 3        | 3:10.619    | 1           | 3:21.860 | 6        | B     | 3:24.757 | 5        | 13       |
| Thomas Green Jean van der Westhuyzen                      | K-2 1000 m  | 3:08.773 | 1        |             |             | 3:17.077 | 1        | A     | 3:15.280 | 1        | Arany    |
| Riley Fitzsimmons Jordan Wood Murray Stewart Lachlan Tame | K-4 500 m   | 1:22.662 | 2        | 1:24.868    | 2           | A        | 1:25.025 | 6     | 6        |          |          |

Női
| Versenyző                                                          | Versenyszám | Előfutam | Előfutam | Negyeddöntő | Negyeddöntő | Elődöntő | Elődöntő | Döntő   | Döntő    | Döntő    | Helyezés |
| Versenyző                                                          | Versenyszám | Idő      | Hely.    | Idő         | Hely.       | Idő      | Hely.    | Típus   | Idő      | Helyezés | Helyezés |
| ------------------------------------------------------------------ | ----------- | -------- | -------- | ----------- | ----------- | -------- | -------- | ------- | -------- | -------- | -------- |
| Josephine Bulmer                                                   | C-1 200 m   | 53.354   | 6        | 51.474      | 7           | kiesett  | kiesett  | kiesett | kiesett  | kiesett  | kiesett  |
| Bernadette Wallace                                                 | C-1 200 m   | 48.209   | 5        | 48.330      | 4           | kiesett  | kiesett  | kiesett | kiesett  | kiesett  | kiesett  |
| Josephine Bulmer Bernadette Wallace                                | C-2 500 m   | 2:11.322 | 7        | 2:11.180    | 5           |          |          | B       | 2:05.698 | 5        | 13       |
| Alyssa Bull                                                        | K-1 500 m   | 1:49.416 | 3        |             |             | 1:54.038 | 4        | B       | 1:56.799 | 8        | 16       |
| Alyce Wood                                                         | K-1 500 m   | 1:48.572 | 2        | 1:53.079    | 2           | A        | 1:57.251 | 8       | 8        |          |          |
| Jo Brigden-Jones Jaime Roberts                                     | K-2 500 m   | 1:52.097 | 5        | 1:50.325    | 4           | 1:42.092 | 8        | B       | 1:41.073 | 5        | 13       |
| Alyssa Bull Alyce Wood                                             | K-2 500 m   | 1:45.499 | 3        | 1:47.057    | 2           | 1:37.109 | 2        | A       | 1:37.412 | 5        | 5        |
| Jo Brigden-Jones Jaime Roberts Catherine McArthur Shannon Reynolds | K-4 500 m   | 1:37.407 | 4        | 1:37.601    | 5           | 1:38.170 | 4        | A       | 1:39.797 | 7        | 7        |

## Karate
| Versenyző       | Versenyszám | Csoportkör                                                                          | Hely | Elődöntő | Döntő   | Helyezés |
| --------------- | ----------- | ----------------------------------------------------------------------------------- | ---- | -------- | ------- | -------- |
| Tsuneari Yahiro | Férfi 75 kg | Azsikanov (KAZ) · 3-6 · Busà (ITA) · 0-5 · Aghayev (AZE) · 0-5 · Bitsch (GER) · 3-5 | 5    | kiesett  | kiesett | kiesett  |

## Kerékpározás

### Országúti kerékpározás
Férfi
| Versenyző      | Versenyszám     | Idő        | Helyezés |
| -------------- | --------------- | ---------- | -------- |
| Luke Durbridge | Mezőnyverseny   | 6:21:46    | 72       |
| Lucas Hamilton | Mezőnyverseny   | 6:21:46    | 71       |
| Richie Porte   | Mezőnyverseny   | 6:15:38    | 48       |
| Richie Porte   | Egyéni időfutam | 1:00:53.67 | 27       |
| Rohan Dennis   | Egyéni időfutam | 56:08.09   | Bronz    |

Női
| Versenyző        | Versenyszám     | Idő           | Helyezés      |
| ---------------- | --------------- | ------------- | ------------- |
| Grace Brown      | Egyéni időfutam | 31:22.22      | 4             |
| Grace Brown      | Mezőnyverseny   | 4:02.16       | 47            |
| Tiffany Cromwell | Mezőnyverseny   | 3:55.41       | 26            |
| Amanda Spratt    | Mezőnyverseny   | nem ért célba | nem ért célba |
| Sarah Gigante    | Mezőnyverseny   | 4:01.08       | 40            |
| Sarah Gigante    | Egyéni időfutam | 33:01.60      | 11            |

### Hegyi kerékpározás
| Versenyző         | Versenyszám        | Idő     | Helyezés |
| ----------------- | ------------------ | ------- | -------- |
| Daniel McConnell  | Férfi terepverseny | 1:33:12 | 30       |
| Rebecca McConnell | Női terepverseny   | 1:30:29 | 28       |

### BMX
| Versenyző       | Versenyszám | Negyeddöntő | Negyeddöntő | Elődöntő | Elődöntő | Döntő   | Döntő    | Helyezés |
| Versenyző       | Versenyszám | Pont        | Helyezés    | Pont     | Helyezés | Idő     | Helyezés | Helyezés |
| --------------- | ----------- | ----------- | ----------- | -------- | -------- | ------- | -------- | -------- |
| Anthony Dean    | Férfi BMX   | 16          | 6           | kiesett  | kiesett  | kiesett | kiesett  | kiesett  |
| Lauren Reynolds | Női BMX     | 8           | 3           | 12       | 4        | 45.401  | 5        | 5        |
| Saya Sakakibara | Női BMX     | 11          | 4           | 14       | 5        | kiesett | kiesett  | kiesett  |

| Versenyző     | Versenyszám         | Selejtező | Selejtező | Döntő | Döntő | Helyezés |
| Versenyző     | Versenyszám         | Pont      | Hely.     | Pont  | Hely. | Helyezés |
| ------------- | ------------------- | --------- | --------- | ----- | ----- | -------- |
| Logan Martin  | Férfi BMX freestyle | 90.97     | 1         | 93.30 | 1     | Arany    |
| Natalya Diehm | Női BMX freestyle   | 78.20     | 5         | 86.00 | 5     | 5        |

### Pályakerékpározás
| Versenyző          | Versenyszám         | Selejtező | Selejtező | 1. forduló        | Vigaszág                            | 2. forduló         | Vigaszág        | Nyolcaddöntő | Vigaszág | Negyeddöntő | Elődöntő | Döntő   | Helyezés |
| Versenyző          | Versenyszám         | Idő       | Hely.     | 1. forduló        | Vigaszág                            | 2. forduló         | Vigaszág        | Nyolcaddöntő | Vigaszág | Negyeddöntő | Elődöntő | Döntő   | Helyezés |
| ------------------ | ------------------- | --------- | --------- | ----------------- | ----------------------------------- | ------------------ | --------------- | ------------ | -------- | ----------- | -------- | ------- | -------- |
| Nathan Hart        | Férfi egyéni sprint | 9.696     | 22        | Carlin (GBR) · V  | Tjon En Fa (SUR) · Hszu (CHN) · V   | kiesett            | kiesett         | kiesett      | kiesett  | kiesett     | kiesett  | kiesett | kiesett  |
| Matthew Richardson | Férfi egyéni sprint | 9.685     | 21        | Paul (TRI) · V    | Bötticher (GER) · Helal (FRA) · V   | kiesett            | kiesett         | kiesett      | kiesett  | kiesett     | kiesett  | kiesett | kiesett  |
| Kaarle McCulloch   | Női egyéni sprint   | 10.679    | 14        | Andrews (NZL) · V | Verdugo (MEX) · du Preez (RSA) · GY | Mitchell (CAN) · V | Zsong (CHN) · V | kiesett      | kiesett  | kiesett     | kiesett  | kiesett | kiesett  |

| Versenyző                                       | Versenyszám        | Selejtező | Selejtező | Elődöntő                                         | Döntő/BM                | Helyezés |
| Versenyző                                       | Versenyszám        | Idő       | Hely.     | Elődöntő                                         | Döntő/BM                | Helyezés |
| ----------------------------------------------- | ------------------ | --------- | --------- | ------------------------------------------------ | ----------------------- | -------- |
| Matthew Glaetzer Nathan Hart Matthew Richardson | Férfi csapatsprint | 42.371    | 3         | Az Orosz Olimpiai Bizottság versenyzői (ROC) · V | Franciaország (FRA) · V | 4        |

| Versenyző                                                                       | Versenyszám                | Selejtező | Selejtező | Elődöntő        | Elődöntő | Döntő             | Döntő    |
| Versenyző                                                                       | Versenyszám                | Idő       | Hely.     | Ellenfél        | Hely.    | Ellenfél          | Helyezés |
| ------------------------------------------------------------------------------- | -------------------------- | --------- | --------- | --------------- | -------- | ----------------- | -------- |
| Leigh Howard Kelland O'Brien Luke Plapp Alexander Porter Sam Welsford           | Férfi csapat üldözőverseny | 3:48.448  | 5         | Svájc (SUI)     | 4        | Új-Zéland (NZL)   | Bronz    |
| Ashlee Ankudinoff Georgia Baker Annette Edmondson Alexandra Manly Maeve Plouffe | Női csapat üldözőverseny   | 4:13.571  | 7         | Új-Zéland (NZL) | 5        | Olaszország (ITA) | 5        |

| Versenyző          | Versenyszám  | 1. forduló | Vigaszág | Negyeddöntő | Elődöntő | Döntő    | Helyezés |
| Versenyző          | Versenyszám  | Helyezés   | Helyezés | Helyezés    | Helyezés | Helyezés | Helyezés |
| ------------------ | ------------ | ---------- | -------- | ----------- | -------- | -------- | -------- |
| Matthew Glaetzer   | Férfi keirin | 3          | 1        | 4           | 2        | 5        | 5        |
| Matthew Richardson | Férfi keirin | 2          |          | 5           | kiesett  | kiesett  | kiesett  |
| Kaarle McCulloch   | Női keirin   | 4          | 2        | 2           | 5        | 9        | 9        |

| Versenyző         | Versenyszám  | Scratch | Scratch | Tempóverseny | Tempóverseny | Kieséses verseny | Kieséses verseny | Pontverseny | Pontverseny | Összesítés | Összesítés |
| Versenyző         | Versenyszám  | Hely.   | Pont    | Hely.        | Pont         | Hely.            | Pont             | Hely.       | Pont        | Pont       | Helyezés   |
| ----------------- | ------------ | ------- | ------- | ------------ | ------------ | ---------------- | ---------------- | ----------- | ----------- | ---------- | ---------- |
| Sam Welsford      | Férfi omnium | 6       | 30      | 13           | 16           | 9                | 24               | 11          | 9           | 79         | 11         |
| Annette Edmondson | Női omnium   | 3       | 36      | 12           | 18           | 18               | 6                | 12          | 1           | 61         | 12         |

| Versenyző                    | Versenyszám   | Döntő | Döntő | Helyezés |
| Versenyző                    | Versenyszám   | Pont  | Hely. | Helyezés |
| ---------------------------- | ------------- | ----- | ----- | -------- |
| Leigh Howard Kelland O'Brien | Férfi madison | 0     | 12    | 12       |
| Georgia Baker Maeve Plouffe  | Női madison   | 9     | 7     | 7        |

## Kosárlabda
Férfi
Játékoskeret
| Ausztrál férfi kosárlabdacsapat-játékoskeret                                                  | Ausztrál férfi kosárlabdacsapat-játékoskeret                                         |
| --------------------------------------------------------------------------------------------- | ------------------------------------------------------------------------------------ |
| - Chris Goulding - Patty Mills - Josh Green - Joe Ingles - Matthew Dellavedova - Nathan Sobey | - Matisse Thybulle - Dante Exum - Aron Baynes - Jock Landale - Duop Reath - Nick Kay |

Eredmények
Csoportkör
B csoport
| Hely. | Csapat            | M | Gy | V | P+  | P–  | Pk  | P | Továbbjutás |
| ----- | ----------------- | - | -- | - | --- | --- | --- | - | ----------- |
| 1.    | Ausztrália (AUS)  | 3 | 3  | 0 | 259 | 226 | +33 | 6 | Negyeddöntő |
| 2.    | Olaszország (ITA) | 3 | 2  | 1 | 255 | 239 | +16 | 5 | Negyeddöntő |
| 3.    | Németország (GER) | 3 | 1  | 2 | 257 | 273 | −16 | 4 | Negyeddöntő |
| 4.    | Nigéria (NGR)     | 3 | 0  | 3 | 230 | 263 | −33 | 3 |             |

| 2021. július 25. 17:20 (10:20) | Ausztrália (AUS)                         | 84–65     | Nigéria (NGR)   | Saitama Super Arena, Szaitama Játékvezetők: Ademir Zurapović (BIH), Luis Castillo (ESP), Takaki Kato (JPN) |
| 2021. július 25. 17:20 (10:20) | (23–23, 20–17, 15–12, 26–13) Jegyzőkönyv |           |                 | Saitama Super Arena, Szaitama Játékvezetők: Ademir Zurapović (BIH), Luis Castillo (ESP), Takaki Kato (JPN) |
| 2021. július 25. 17:20 (10:20) | Mills 25                                 | Pont      | Emegano 12      | Saitama Super Arena, Szaitama Játékvezetők: Ademir Zurapović (BIH), Luis Castillo (ESP), Takaki Kato (JPN) |
| 2021. július 25. 17:20 (10:20) | Kay 8                                    | Lepattanó | Achiuwa 6       | Saitama Super Arena, Szaitama Játékvezetők: Ademir Zurapović (BIH), Luis Castillo (ESP), Takaki Kato (JPN) |
| 2021. július 25. 17:20 (10:20) | Mills 6                                  | Gólpassz  | Agada, Okogie 3 | Saitama Super Arena, Szaitama Játékvezetők: Ademir Zurapović (BIH), Luis Castillo (ESP), Takaki Kato (JPN) |

| 2021. július 28. 17:20 (10:20) | Olaszország (ITA)                        | 83–86     | Ausztrália (AUS) | Saitama Super Arena, Szaitama Játékvezetők: Michael Weiland (CAN), Steven Anderson (USA), Ahmed Al-Shuwaili (IRQ) |
| 2021. július 28. 17:20 (10:20) | (25–25, 20–19, 17–21, 21–21) Jegyzőkönyv |           |                  | Saitama Super Arena, Szaitama Játékvezetők: Michael Weiland (CAN), Steven Anderson (USA), Ahmed Al-Shuwaili (IRQ) |
| 2021. július 28. 17:20 (10:20) | Fontecchio 22                            | Pont      | Landale 18       | Saitama Super Arena, Szaitama Játékvezetők: Michael Weiland (CAN), Steven Anderson (USA), Ahmed Al-Shuwaili (IRQ) |
| 2021. július 28. 17:20 (10:20) | Polonara 7                               | Lepattanó | három játékos 7  | Saitama Super Arena, Szaitama Játékvezetők: Michael Weiland (CAN), Steven Anderson (USA), Ahmed Al-Shuwaili (IRQ) |
| 2021. július 28. 17:20 (10:20) | Mannion 7                                | Gólpassz  | Ingles, Mills 5  | Saitama Super Arena, Szaitama Játékvezetők: Michael Weiland (CAN), Steven Anderson (USA), Ahmed Al-Shuwaili (IRQ) |

| 2021. július 31. 17:20 (10:20) | Ausztrália (AUS)                         | 89–76     | Németország (GER) | Saitama Super Arena, Szaitama Játékvezetők: Juan Fernández (ARG), Steven Anderson (USA), Omar Bermúdez (MEX) |
| 2021. július 31. 17:20 (10:20) | (18–22, 26–18, 22–19, 23–17) Jegyzőkönyv |           |                   | Saitama Super Arena, Szaitama Játékvezetők: Juan Fernández (ARG), Steven Anderson (USA), Omar Bermúdez (MEX) |
| 2021. július 31. 17:20 (10:20) | Mills 24                                 | Pont      | Obst 17           | Saitama Super Arena, Szaitama Játékvezetők: Juan Fernández (ARG), Steven Anderson (USA), Omar Bermúdez (MEX) |
| 2021. július 31. 17:20 (10:20) | Ingles 5                                 | Lepattanó | Voigtmann 13      | Saitama Super Arena, Szaitama Játékvezetők: Juan Fernández (ARG), Steven Anderson (USA), Omar Bermúdez (MEX) |
| 2021. július 31. 17:20 (10:20) | Mills 6                                  | Gólpassz  | Lô 5              | Saitama Super Arena, Szaitama Játékvezetők: Juan Fernández (ARG), Steven Anderson (USA), Omar Bermúdez (MEX) |

Negyeddöntő
| 2021. augusztus 3. 21:00 (14:00) | Ausztrália (AUS)                         | 97–59     | Argentína (ARG) | Saitama Super Arena, Szaitama Játékvezetők: Antonio Conde (ESP), Aleksandar Glišić (SRB), Mārtiņš Kozlovskis (LAT) |
| 2021. augusztus 3. 21:00 (14:00) | (18–22, 21–11, 21–15, 37–11) Jegyzőkönyv |           |                 | Saitama Super Arena, Szaitama Játékvezetők: Antonio Conde (ESP), Aleksandar Glišić (SRB), Mārtiņš Kozlovskis (LAT) |
| 2021. augusztus 3. 21:00 (14:00) | Mills 18                                 | Pont      | Laprovíttola 16 | Saitama Super Arena, Szaitama Játékvezetők: Antonio Conde (ESP), Aleksandar Glišić (SRB), Mārtiņš Kozlovskis (LAT) |
| 2021. augusztus 3. 21:00 (14:00) | Kay 10                                   | Lepattanó | Deck 10         | Saitama Super Arena, Szaitama Játékvezetők: Antonio Conde (ESP), Aleksandar Glišić (SRB), Mārtiņš Kozlovskis (LAT) |
| 2021. augusztus 3. 21:00 (14:00) | Ingles 7                                 | Gólpassz  | Campazzo 5      | Saitama Super Arena, Szaitama Játékvezetők: Antonio Conde (ESP), Aleksandar Glišić (SRB), Mārtiņš Kozlovskis (LAT) |

Elődöntő
| 2021. augusztus 5. 13:15 (6:15) | Egyesült Államok (USA)                   | 97–78     | Ausztrália (AUS) | Saitama Super Arena, Szaitama Játékvezetők: Ademir Zurapović (BIH), Michael Weiland (CAN), Manuel Mazzoni (ITA) |
| 2021. augusztus 5. 13:15 (6:15) | (18–24, 24–21, 32–10, 23–23) Jegyzőkönyv |           |                  | Saitama Super Arena, Szaitama Játékvezetők: Ademir Zurapović (BIH), Michael Weiland (CAN), Manuel Mazzoni (ITA) |
| 2021. augusztus 5. 13:15 (6:15) | Durant 23                                | Pont      | Mills 15         | Saitama Super Arena, Szaitama Játékvezetők: Ademir Zurapović (BIH), Michael Weiland (CAN), Manuel Mazzoni (ITA) |
| 2021. augusztus 5. 13:15 (6:15) | Durant 9                                 | Lepattanó | Landale 6        | Saitama Super Arena, Szaitama Játékvezetők: Ademir Zurapović (BIH), Michael Weiland (CAN), Manuel Mazzoni (ITA) |
| 2021. augusztus 5. 13:15 (6:15) | Holiday 8                                | Gólpassz  | Mills 8          | Saitama Super Arena, Szaitama Játékvezetők: Ademir Zurapović (BIH), Michael Weiland (CAN), Manuel Mazzoni (ITA) |

Bronzmérkőzés
| 2021. augusztus 7. 20:00 (13:00) | Szlovénia (SLO)                          | 93–107    | Ausztrália (AUS) | Saitama Super Arena, Szaitama Játékvezetők: Roberto Vázquez (PUR), Yohan Rosso (FRA), Matthew Kallio (CAN) |
| 2021. augusztus 7. 20:00 (13:00) | (19–20, 26–33, 22–25, 26–29) Jegyzőkönyv |           |                  | Saitama Super Arena, Szaitama Játékvezetők: Roberto Vázquez (PUR), Yohan Rosso (FRA), Matthew Kallio (CAN) |
| 2021. augusztus 7. 20:00 (13:00) | Dončić 22                                | Pont      | Mills 42         | Saitama Super Arena, Szaitama Játékvezetők: Roberto Vázquez (PUR), Yohan Rosso (FRA), Matthew Kallio (CAN) |
| 2021. augusztus 7. 20:00 (13:00) | Dončić 8                                 | Lepattanó | Ingles 9         | Saitama Super Arena, Szaitama Játékvezetők: Roberto Vázquez (PUR), Yohan Rosso (FRA), Matthew Kallio (CAN) |
| 2021. augusztus 7. 20:00 (13:00) | Dončić 7                                 | Gólpassz  | Mills 9          | Saitama Super Arena, Szaitama Játékvezetők: Roberto Vázquez (PUR), Yohan Rosso (FRA), Matthew Kallio (CAN) |

Női
Játékoskeret
| Ausztrál női kosárlabdacsapat-játékoskeret                                                       | Ausztrál női kosárlabdacsapat-játékoskeret                                                    |
| ------------------------------------------------------------------------------------------------ | --------------------------------------------------------------------------------------------- |
| - Jenna O'Hea - Leilani Mitchell - Stephanie Talbot - Tess Madgen - Sara Blicavs - Rebecca Allen | - Katie-Rae Ebzery - Alanna Smith - Tessa Lavey - Ezi Magbegor - Marianna Tolo - Cayla George |

Eredmények
Csoportkör
C csoport
| Hely. | Csapat            | M | Gy | V | P+  | P–  | Pk   | P | Továbbjutás |
| ----- | ----------------- | - | -- | - | --- | --- | ---- | - | ----------- |
| 1.    | Kína (CHN)        | 3 | 3  | 0 | 247 | 191 | +56  | 6 | Negyeddöntő |
| 2.    | Belgium (BEL)     | 3 | 2  | 1 | 234 | 196 | +38  | 5 | Negyeddöntő |
| 3.    | Ausztrália (AUS)  | 3 | 1  | 2 | 240 | 230 | +10  | 4 | Negyeddöntő |
| 4.    | Puerto Rico (PUR) | 3 | 0  | 3 | 176 | 280 | −104 | 3 |             |

| 2021. július 27. 17:20 (10:20) | Ausztrália (AUS)                         | 70–85     | Belgium (BEL) | Saitama Super Arena, Szaitama Játékvezetők: Juan Fernández (ARG), Amy Bonner (USA), Yener Yılmaz (TUR) |
| 2021. július 27. 17:20 (10:20) | (17–21, 24–16, 16–19, 13–29) Jegyzőkönyv |           |               | Saitama Super Arena, Szaitama Játékvezetők: Juan Fernández (ARG), Amy Bonner (USA), Yener Yılmaz (TUR) |
| 2021. július 27. 17:20 (10:20) | Magbegor 20                              | Pont      | Meesseman 32  | Saitama Super Arena, Szaitama Játékvezetők: Juan Fernández (ARG), Amy Bonner (USA), Yener Yılmaz (TUR) |
| 2021. július 27. 17:20 (10:20) | George 10                                | Lepattanó | Meesseman 9   | Saitama Super Arena, Szaitama Játékvezetők: Juan Fernández (ARG), Amy Bonner (USA), Yener Yılmaz (TUR) |
| 2021. július 27. 17:20 (10:20) | Mitchell 7                               | Gólpassz  | Allemand 11   | Saitama Super Arena, Szaitama Játékvezetők: Juan Fernández (ARG), Amy Bonner (USA), Yener Yılmaz (TUR) |

| 2021. július 30. 21:00 (14:00) | Kína (CHN)                              | 76–74     | Ausztrália (AUS) | Saitama Super Arena, Szaitama Játékvezetők: Matthew Kallio (CAN), Maj Forsberg (DEN), Ahmed Al-Shuwaili (IRQ) |
| 2021. július 30. 21:00 (14:00) | (27–19, 11–19, 17–9, 21–27) Jegyzőkönyv |           |                  | Saitama Super Arena, Szaitama Játékvezetők: Matthew Kallio (CAN), Maj Forsberg (DEN), Ahmed Al-Shuwaili (IRQ) |
| 2021. július 30. 21:00 (14:00) | Vang Si-jü (Wang Siyu) 20               | Pont      | Magbegor 15      | Saitama Super Arena, Szaitama Játékvezetők: Matthew Kallio (CAN), Maj Forsberg (DEN), Ahmed Al-Shuwaili (IRQ) |
| 2021. július 30. 21:00 (14:00) | Ting Sao (Ting Shao) 20                 | Lepattanó | George 5         | Saitama Super Arena, Szaitama Játékvezetők: Matthew Kallio (CAN), Maj Forsberg (DEN), Ahmed Al-Shuwaili (IRQ) |
| 2021. július 30. 21:00 (14:00) | Meng Li (Li Meng) 20                    | Gólpassz  | Ebzery 4         | Saitama Super Arena, Szaitama Játékvezetők: Matthew Kallio (CAN), Maj Forsberg (DEN), Ahmed Al-Shuwaili (IRQ) |

| 2021. augusztus 2. 21:00 (14:00) | Ausztrália (AUS)                        | 96–69     | Puerto Rico (PUR)  | Saitama Super Arena, Szaitama Játékvezetők: Alexander Glišić (SRB), Samir Abaakil (MAR), Gizella Györgyi (NOR) |
| 2021. augusztus 2. 21:00 (14:00) | (22–24, 23–20, 23–8, 28–17) Jegyzőkönyv |           |                    | Saitama Super Arena, Szaitama Játékvezetők: Alexander Glišić (SRB), Samir Abaakil (MAR), Gizella Györgyi (NOR) |
| 2021. augusztus 2. 21:00 (14:00) | Tolo 26                                 | Pont      | Gwathmey 26        | Saitama Super Arena, Szaitama Játékvezetők: Alexander Glišić (SRB), Samir Abaakil (MAR), Gizella Györgyi (NOR) |
| 2021. augusztus 2. 21:00 (14:00) | Tolo 17                                 | Lepattanó | Gibson, Gwathmey 6 | Saitama Super Arena, Szaitama Játékvezetők: Alexander Glišić (SRB), Samir Abaakil (MAR), Gizella Györgyi (NOR) |
| 2021. augusztus 2. 21:00 (14:00) | Mitchell 6                              | Gólpassz  | Meléndez, Rosado 3 | Saitama Super Arena, Szaitama Játékvezetők: Alexander Glišić (SRB), Samir Abaakil (MAR), Gizella Györgyi (NOR) |

Negyeddöntő
| 2021. augusztus 4. 13:40 (6:40) | Ausztrália (AUS)                         | 55–79     | Egyesült Államok (USA) | Saitama Super Arena, Szaitama Játékvezetők: Ferdinand Pascual (PHI), Takaki Kato (JPN), Yevgeniy Mikheyev (KAZ) |
| 2021. augusztus 4. 13:40 (6:40) | (12–26, 15–22, 12–20, 16–11) Jegyzőkönyv |           |                        | Saitama Super Arena, Szaitama Játékvezetők: Ferdinand Pascual (PHI), Takaki Kato (JPN), Yevgeniy Mikheyev (KAZ) |
| 2021. augusztus 4. 13:40 (6:40) | Mitchell 14                              | Pont      | Stewart 23             | Saitama Super Arena, Szaitama Játékvezetők: Ferdinand Pascual (PHI), Takaki Kato (JPN), Yevgeniy Mikheyev (KAZ) |
| 2021. augusztus 4. 13:40 (6:40) | Allen, George 7                          | Lepattanó | Griner 8               | Saitama Super Arena, Szaitama Játékvezetők: Ferdinand Pascual (PHI), Takaki Kato (JPN), Yevgeniy Mikheyev (KAZ) |
| 2021. augusztus 4. 13:40 (6:40) | Mitchell 6                               | Gólpassz  | Gray 8                 | Saitama Super Arena, Szaitama Játékvezetők: Ferdinand Pascual (PHI), Takaki Kato (JPN), Yevgeniy Mikheyev (KAZ) |

## Labdarúgás
Férfi
Játékoskeret
| Ausztrál férfi labdarúgócsapat-játékoskeret | Ausztrál férfi labdarúgócsapat-játékoskeret |
| --- | --- |
| - Tom Glover - Nathaniel Atkinson - Kye Rowles - Jay Rich-Baghuelou - Harry Souttar - Keanu Baccus - Reno Piscopo - Riley McGree - Nicholas D'Agostino - Denis Genreau - Daniel Arzani | - Mitchell Duke - Dylan Pierias - Thomas Deng - Caleb Watts - Joel King - Connor Metcalfe - Ashley Maynard-Brewer - Marco Tilio - Lachlan Wales - Cameron Devlin - Jordan Holmes |

Eredmények
Csoportkör
C csoport
| Hely. | Csapat              | M | Gy | D | V | G+ | G– | Gk | P | Továbbjutás |
| ----- | ------------------- | - | -- | - | - | -- | -- | -- | - | ----------- |
| 1.    | Spanyolország (ESP) | 3 | 1  | 2 | 0 | 2  | 1  | +1 | 5 | Negyeddöntő |
| 2.    | Egyiptom (EGY)      | 3 | 1  | 1 | 1 | 2  | 1  | +1 | 4 | Negyeddöntő |
| 3.    | Argentína (ARG)     | 3 | 1  | 1 | 1 | 2  | 3  | −1 | 4 |             |
| 4.    | Ausztrália (AUS)    | 3 | 1  | 0 | 2 | 2  | 3  | −1 | 3 |             |

| 2021. július 22. 19:30 (12:30) |

| Argentína (ARG) | 0–2               | Ausztrália (AUS)    |
| --------------- | ----------------- | ------------------- |
|                 | (0–1) Jegyzőkönyv | Wales 14' Tilio 80' |

| Sapporo Dome, Szapporo Játékvezető: Srđan Jovanović (szerb) |

| 2021. július 25. 19:30 (12:30) |

| Ausztrália (AUS) | 0–1               | Spanyolország (ESP) |
| ---------------- | ----------------- | ------------------- |
|                  | (0–0) Jegyzőkönyv | Oyarzabal 81'       |

| Sapporo Dome, Szapporo Játékvezető: Bamlak Tessema Weyesa (etióp) |

| 2021. július 28. 20:00 (13:00) |

| Ausztrália (AUS) | 0–2               | Egyiptom (EGY)          |
| ---------------- | ----------------- | ----------------------- |
|                  | (0–1) Jegyzőkönyv | Rayyan 44' A. Hamdy 85' |

| Mijagi Stadion, Rifu Nézőszám: 4471 Játékvezető: Artur Soares Dias (portugál) |

Női
Játékoskeret
| Ausztrál női labdarúgócsapat-játékoskeret | Ausztrál női labdarúgócsapat-játékoskeret |
| --- | --- |
| - Lydia Williams - Sam Kerr - Kyra Cooney-Cross - Clare Polkinghorne - Aivi Luik - Chloe Logarzo - Steph Catley - Elise Kellond-Knight - Caitlin Foord - Emily van Egmond - Mary Fowler | - Ellie Carpenter - Tameka Yallop - Alanna Kennedy - Emily Gielnik - Hayley Raso - Kyah Simon - Teagan Micah - Courtney Nevin - Charlotte Grant - Laura Brock - Mackenzie Arnold |

Eredmények
Csoportkör
G csoport
| Hely. | Csapat                 | M | Gy | D | V | G+ | G– | Gk | P | Továbbjutás |
| ----- | ---------------------- | - | -- | - | - | -- | -- | -- | - | ----------- |
| 1.    | Svédország (SWE)       | 3 | 3  | 0 | 0 | 9  | 2  | +7 | 9 | Negyeddöntő |
| 2.    | Egyesült Államok (USA) | 3 | 1  | 1 | 1 | 6  | 4  | +2 | 4 | Negyeddöntő |
| 3.    | Ausztrália (AUS)       | 3 | 1  | 1 | 1 | 4  | 5  | −1 | 4 | Negyeddöntő |
| 4.    | Új-Zéland (NZL)        | 3 | 0  | 0 | 3 | 2  | 10 | −8 | 0 |             |

| 2021. július 21. 20:30 (13:30) |

| Ausztrália (AUS)    | 2–1               | Új-Zéland (NZL) |
| ------------------- | ----------------- | --------------- |
| Yallop 20' Kerr 33' | (2–0) Jegyzőkönyv | Rennie 90+1'    |

| Ajinomoto Stadion, Tokió Nézőszám: 0 Játékvezető: Lucila Venegas (mexikói) |

| 2021. július 24. 17:30 (10:30) |

| Svédország (SWE)                          | 4–2               | Ausztrália (AUS) |
| ----------------------------------------- | ----------------- | ---------------- |
| Rolfö 20' 63' Hurtig 52' Blackstenius 82' | (1–1) Jegyzőkönyv | Kerr 36' 48'     |

| Saitama Stadium 2002, Szaitama Nézőszám: 0 Játékvezető: Edina Alves Batista (brazil) |

| 2021. július 27. 17:00 (10:00) |

| Egyesült Államok (USA) | 0–0         | Ausztrália (AUS) |
| ---------------------- | ----------- | ---------------- |
|                        | Jegyzőkönyv |                  |

| Kasima Stadion, Kasima Nézőszám: 0 Játékvezető: Anasztaszija Pusztovojtova (orosz) |

Negyeddöntő
| 2021. július 30. 18:00 (11:00) |

| Nagy-Britannia (GBR) | 3–4 (h. u.)                 | Ausztrália (AUS)                      |
| -------------------- | --------------------------- | ------------------------------------- |
| White 57' 66' 115'   | (0–1, 2–2, 2–3) Jegyzőkönyv | Kennedy 35' Kerr 89' 106' Fowler 103' |

| Kasima Stadion, Kasima Nézőszám: 0 Játékvezető: Salima Mukansanga (ruandai) |

Elődöntő
| 2021. augusztus 2. 20:00 (13:00) |

| Ausztrália (AUS) | 0–1               | Svédország (SWE) |
| ---------------- | ----------------- | ---------------- |
|                  | (0–0) Jegyzőkönyv | Rolfö 46'        |

| Nissan Stadion, Jokohama Nézőszám: 0 Játékvezető: Melissa Borjas (hondurasi) |

Bronzmérkőzés
| 2021. augusztus 5. 17:00 (10:00) |

| Ausztrália (AUS)               | 3–4               | Egyesült Államok (USA)         |
| ------------------------------ | ----------------- | ------------------------------ |
| Kerr 17' Foord 54' Gielnik 90' | (1–3) Jegyzőkönyv | Rapinoe 8' 21' Lloyd 45+1' 51' |

| Kasima Stadion, Kasima Nézőszám: 0 Játékvezető: Laura Fortunato (argentin) |

## Lovaglás
Díjlovaglás
| Versenyző                            | Ló       | Versenyszám | Selejtező | Selejtező | Döntő   | Döntő   | Végeredmény | Végeredmény |
| Versenyző                            | Ló       | Versenyszám | Pont      | Hely.     | Pont    | Hely.   | Pont        | Helyezés    |
| ------------------------------------ | -------- | ----------- | --------- | --------- | ------- | ------- | ----------- | ----------- |
| Mary Hanna                           | Calanta  | Egyéni      | 67.981    | 40        | kiesett | kiesett | kiesett     | kiesett     |
| Kelly Layne                          | Samhitas | Egyéni      | 58.354    | 57        | kiesett | kiesett | kiesett     | kiesett     |
| Simone Pearce                        | Destano  | Egyéni      | 68.494    | 36        | kiesett | kiesett | kiesett     | kiesett     |
| Mary Hanna Kelly Layne Simone Pearce |          | Csapat      | 6273.5    | 13        | kiesett | kiesett | kiesett     | kiesett     |

Díjugratás
| Versenyző             | Ló                 | Versenyszám | Selejtező    | Selejtező    | Döntő   | Döntő   | Végeredmény |
| Versenyző             | Ló                 | Versenyszám | Bünt.        | Hely.        | Bünt.   | Hely.   | Helyezés    |
| --------------------- | ------------------ | ----------- | ------------ | ------------ | ------- | ------- | ----------- |
| Katie Laurie          | Casebrooke Lomond  | Egyéni      | visszalépett | visszalépett | kiesett | kiesett | kiesett     |
| Edwina Tops-Alexander | Identity Vitsereol | Egyéni      | 4            | 31           | kiesett | kiesett | kiesett     |

Lovastusa
| Versenyző                         | Ló                | Versenyszám | Díjlovaglás | Díjlovaglás | Tereplovaglás | Tereplovaglás | Tereplovaglás | Díjugratás | Díjugratás  | Díjugratás | Díjugratás | Végeredmény | Végeredmény |
| Versenyző                         | Ló                | Versenyszám | Díjlovaglás | Díjlovaglás | Tereplovaglás | Tereplovaglás | Tereplovaglás | Selejtező  | Selejtező   | Selejtező  | Döntő      | Végeredmény | Végeredmény |
| Versenyző                         | Ló                | Versenyszám | Bünt.       | Hely.       | Bünt.         | Bünt. össz.   | Hely.         | Bünt.      | Bünt. össz. | Hely.      | Bünt.      | Bünt.       | Helyezés    |
| --------------------------------- | ----------------- | ----------- | ----------- | ----------- | ------------- | ------------- | ------------- | ---------- | ----------- | ---------- | ---------- | ----------- | ----------- |
| Andrew Hoy                        | Vassily de Lassos | Egyéni      | 29.60       | 13          | 0.00          | 29.60         | 7             | 0.00       | 29.60       | 4          | 0.00       | 29.60       | Bronz       |
| Shane Rose                        | Virgil            | Egyéni      | 31.70       | 24          | 0.00          | 31.70         | 9             | 4.00       | 35.70       | 12         | 4.00       | 39.70       | 10          |
| Kevin McNab                       | Don Quidam        | Egyéni      | 32.10       | 25          | 2.80          | 34.90         | 15            | 0.00       | 34.90       | 11         | 12.00      | 46.90       | 14          |
| Andrew Hoy Shane Rose Kevin McNab |                   | Csapat      | 93.40       | 6           | 2.80          | 96.20         | 2             | 4.00       | 100.20      | 2          | -          | 100.20      | Ezüst       |

## Műugrás
Férfi
| Versenyző        | Versenyszám        | Selejtező | Selejtező | Elődöntő | Elődöntő | Döntő   | Döntő    |
| Versenyző        | Versenyszám        | Pont      | Helyezés  | Pont     | Helyezés | Pont    | Helyezés |
| ---------------- | ------------------ | --------- | --------- | -------- | -------- | ------- | -------- |
| Li Shixin        | Egyéni műugrás     | 320.35    | 27        | kiesett  | kiesett  | kiesett | kiesett  |
| Sam Fricker      | Egyéni toronyugrás | 306.50    | 28        | kiesett  | kiesett  | kiesett | kiesett  |
| Cassiel Rousseau | Egyéni toronyugrás | 423.55    | 8         | 444.10   | 6        | 430.35  | 8        |

Női
| Versenyző      | Versenyszám        | Selejtező | Selejtező | Elődöntő | Elődöntő | Döntő   | Döntő    |
| Versenyző      | Versenyszám        | Pont      | Helyezés  | Pont     | Helyezés | Pont    | Helyezés |
| -------------- | ------------------ | --------- | --------- | -------- | -------- | ------- | -------- |
| Esther Qin     | Egyéni műugrás     | 292.80    | 9         | 309.15   | 8        | 261.95  | 12       |
| Anabelle Smith | Egyéni műugrás     | 275.02    | 18        | 285.60   | 14       | kiesett | kiesett  |
| Nikita Hains   | Egyéni toronyugrás | 270.00    | 21        | kiesett  | kiesett  | kiesett | kiesett  |
| Melissa Wu     | Egyéni toronyugrás | 351.20    | 4         | 334.50   | 5        | 371.40  | Bronz    |

## Ökölvívás
Férfi
| Versenyző     | Versenyszám  | Selejtező             | Nyolcaddöntő        | Negyeddöntő            | Elődöntő         | Döntő   | Helyezés |
| ------------- | ------------ | --------------------- | ------------------- | ---------------------- | ---------------- | ------- | -------- |
| Alex Winwood  | Légsúly      | Chinyemba (ZAM) · 1-4 | kiesett             | kiesett                | kiesett          | kiesett | kiesett  |
| Harry Garside | Könnyűsúly   | Ume (PNG) · 5-0       | Jonas (NAM) · 5-0   | Szafiullin (KAZ) · 3-2 | Cruz (CUB) · 0-5 | kiesett | Bronz    |
| Paulo Aokuso  | Félnehézsúly |                       | Jalidov (ESP) · 2-3 | kiesett                | kiesett          | kiesett | kiesett  |

Női
| Versenyző      | Versenyszám | Nyolcaddöntő      | Negyeddöntő             | Elődöntő | Döntő   | Helyezés |
| -------------- | ----------- | ----------------- | ----------------------- | -------- | ------- | -------- |
| Skye Nicolson  | Pehelysúly  | Im (KOR) · 4-1    | Artingstall (GBR) · 2-3 | kiesett  | kiesett | kiesett  |
| Caitlin Parker | Középsúly   | Bylon (PAN) · 0-5 | kiesett                 | kiesett  | kiesett | kiesett  |

## Öttusa
| Versenyző      | Versenyszám | Vívás (V) | Vívás (V) | Úszás   | Úszás | Úszás | Bónusz vívás (B) | Bónusz vívás (B) | Bónusz vívás (B) | Lovaglás | Lovaglás | Lovaglás | Futás/Lövészet | Futás/Lövészet | Futás/Lövészet | Összesen    | Összesen |
| Versenyző      | Versenyszám | Eredmény  | Pont      | Idő     | Hely. | Pont  | Eredmény         | Pont             | V+B Hely.        | Hibapont | Hely.    | Pont     | Idő            | Hely.          | Pont           | Összes pont | Helyezés |
| -------------- | ----------- | --------- | --------- | ------- | ----- | ----- | ---------------- | ---------------- | ---------------- | -------- | -------- | -------- | -------------- | -------------- | -------------- | ----------- | -------- |
| Ed Fernon      | Férfi       | 9–26      | 154       | 2:10.85 | 36    | 289   | 3-1              | 157              | 31               | 12       | 12       | 288      | 12:05.89       | 33             | 575            | 1309        | 31       |
| Marina Carrier | Női         | 18–17     | 208       | 2:17.35 | =25   | 276   | 0-1              | 208              | 15               | 4        | 3        | 296      | 13:43.86       | 34             | 377            | 1157        | 27       |

## Rögbi
Férfi
Játékoskeret
| Ausztrál férfi rögbicsapat-játékoskeret                                                                      | Ausztrál férfi rögbicsapat-játékoskeret                                                            |
| --- | -------------------------------------------------------------------------------------------------- |
| - Henry Hutchison - Samu Kerevi - Nathan Lawson - Dietrich Roache - Lachie Miller - Joe Pincus - Josh Turner | - Dylan Pietsch - Josh Coward - Nick Malouf - Maurice Longbottom - Lachie Anderson - Lewis Holland |

Eredmények
Csoportkör
A csoport
| Csapat           | M | Gy | D | V | P+ | P–  | Pk   | P |
| ---------------- | - | -- | - | - | -- | --- | ---- | - |
| Új-Zéland (NZL)  | 3 | 3  | 0 | 0 | 99 | 31  | +68  | 9 |
| Argentína (ARG)  | 3 | 2  | 0 | 1 | 99 | 54  | +45  | 7 |
| Ausztrália (AUS) | 3 | 1  | 0 | 2 | 73 | 48  | +25  | 5 |
| Dél-Korea (KOR)  | 3 | 0  | 0 | 3 | 10 | 148 | –138 | 3 |

| 2021. július 26. 10:30 (3:30) |        | Ausztrália (AUS) | 19–29 | Argentína (ARG) |  | Ajinomoto Stadion, Tokió |
| 2021. július 26. 10:30 (3:30) | (0–24) |                  |       |                 |  | Ajinomoto Stadion, Tokió |

| 2021. július 26. 18:00 (11:00) |        | Ausztrália (AUS) | 42–5 | Dél-Korea (KOR) |  | Ajinomoto Stadion, Tokió |
| 2021. július 26. 18:00 (11:00) | (21–0) |                  |      |                 |  | Ajinomoto Stadion, Tokió |

| 2021. július 27. 10:30 (3:30) |        | Új-Zéland (NZL) | 14–12 | Ausztrália (AUS) |  | Ajinomoto Stadion, Tokió |
| 2021. július 27. 10:30 (3:30) | (0–12) |                 |       |                  |  | Ajinomoto Stadion, Tokió |

Negyeddöntő
| 2021. július 27. 19:00 (12:00) |       | Fidzsi-szigetek (FIJ) | 19–0 | Ausztrália (AUS) |  | Ajinomoto Stadion, Tokió |
| 2021. július 27. 19:00 (12:00) | (7–0) |                       |      |                  |  | Ajinomoto Stadion, Tokió |

5-8. helyért
| 2021. július 28. 10:30 (3:30) |        | Dél-afrikai Köztársaság (RSA) | 22–19 | Ausztrália (AUS) |  | Ajinomoto Stadion, Tokió |
| 2021. július 28. 10:30 (3:30) | (17–0) |                               |       |                  |  | Ajinomoto Stadion, Tokió |

7. helyért
| 2021. július 28. 16:30 (9:30) |        | Kanada (CAN) | 7–26 | Ausztrália (AUS) |  | Ajinomoto Stadion, Tokió |
| 2021. július 28. 16:30 (9:30) | (7–12) |              |      |                  |  | Ajinomoto Stadion, Tokió |

Női
Játékoskeret
| Ausztrál női rögbicsapat-játékoskeret                                                                             | Ausztrál női rögbicsapat-játékoskeret                                                                   |
| --- | --- |
| - Evania Pelite - Madison Ashby - Demi Hayes - Sariah Paki - Dominique Du Toit - Charlotte Caslick - Faith Nathan | - Sharni Williams - Maddison Levi - Tia Hinds - Shannon Parry - Emma Tonegato - Alysia Lefau-Fakaosilea |

Eredmények
Csoportkör
C csoport
| Csapat                 | M | Gy | D | V | P+ | P– | Pk  | P |
| ---------------------- | - | -- | - | - | -- | -- | --- | - |
| Egyesült Államok (USA) | 3 | 3  | 0 | 0 | 59 | 33 | +26 | 9 |
| Ausztrália (AUS)       | 3 | 2  | 0 | 1 | 86 | 24 | +62 | 7 |
| Kína (CHN)             | 3 | 1  | 0 | 2 | 53 | 54 | –1  | 5 |
| Japán (JPN)            | 3 | 0  | 0 | 3 | 7  | 94 | –87 | 3 |

| 2021. július 29. 10:30 (3:30) |        | Ausztrália (AUS) | 48–0 | Japán (JPN) |  | Ajinomoto Stadion, Tokió |
| 2021. július 29. 10:30 (3:30) | (24–0) |                  |      |             |  | Ajinomoto Stadion, Tokió |

| 2021. július 29. 17:30 (10:30) |        | Ausztrália (AUS) | 26–10 | Kína (CHN) |  | Ajinomoto Stadion, Tokió |
| 2021. július 29. 17:30 (10:30) | (12–5) |                  |       |            |  | Ajinomoto Stadion, Tokió |

| 2021. július 30. 10:30 (3:30) |       | Ausztrália (AUS) | 12–14 | Egyesült Államok (USA) |  | Ajinomoto Stadion, Tokió |
| 2021. július 30. 10:30 (3:30) | (7–0) |                  |       |                        |  | Ajinomoto Stadion, Tokió |

Negyeddöntő
| 2021. július 30. 18:00 (11:00) |        | Fidzsi-szigetek (FIJ) | 14–12 | Ausztrália (AUS) |  | Ajinomoto Stadion, Tokió |
| 2021. július 30. 18:00 (11:00) | (14–5) |                       |       |                  |  | Ajinomoto Stadion, Tokió |

5-8. helyért
| 2021. július 31. 10:00 (3:00) |        | Az Orosz Olimpiai Bizottság versenyzői (ROC) | 7–35 | Ausztrália (AUS) |  | Ajinomoto Stadion, Tokió |
| 2021. július 31. 10:00 (3:00) | (7–14) |                                              |      |                  |  | Ajinomoto Stadion, Tokió |

5. helyért
| 2021. július 31. 17:00 (10:00) |        | Ausztrália (AUS) | 17–7 | Egyesült Államok (USA) |  | Ajinomoto Stadion, Tokió |
| 2021. július 31. 17:00 (10:00) | (10–0) |                  |      |                        |  | Ajinomoto Stadion, Tokió |

## Röplabda

### Strandröplabda
| Versenyző                      | Versenyszám | Csoportkör | Hely | Nyolcaddöntő                   | Negyeddöntő                                    | Elődöntő                                | Döntő                             | Helyezés |
| ------------------------------ | ----------- | --- | ---- | ------------------------------ | ---------------------------------------------- | --------------------------------------- | --------------------------------- | -------- |
| Chris McHugh Damien Schumann   | Férfi       | Mol/Sørum (NOR) · 18-21;21-18;13-15 · Lesukov/Szemjonov (ROC) · 14-21;16-21 · Gavira/Herrera (ESP) · 16-21;16-21             | 4    | kiesett                        | kiesett                                        | kiesett                                 | kiesett                           | kiesett  |
| Mariafe Artacho Taliqua Clancy | Női         | Echevarría/Martínez (CUB) · 21-15;21-14 · Toth/Menegatti (ITA) · 22-20;21-19 · Holomina/Makroguzova (ROC) · 8-21;21-15;12-15 | 2    | Hszue/Vang (CHN) · 22-20;21-13 | Pavan/Humana-Paredes (CAN) · 21-15;19-21;15-12 | Graudiņa/Kravčenoka (LAT) · 23-21;21-13 | Klineman/Ross (USA) · 15-21;16-21 | Ezüst    |

## Softball
Játékoskeret
| Ausztrál női softballcsapat-játékoskeret                                                                                            | Ausztrál női softballcsapat-játékoskeret                                                               |
| --- | --- |
| - Ellen Roberts - Tarni Stepto - Kaia Parnaby - Gabbie Plain - Belinda White - Chelsea Forkin - Taylah Tsitsikronis - Clare Warwick | - Stacey McManus - Stacey Porter - Rachel Lack - Leah Parry - Jade Wall - Leigh Godfrey - Michelle Cox |

Eredmények
Csoportkör
| Hely. | Csapat                 | M | Gy | V | F+ | F– | Fk  |
| ----- | ---------------------- | - | -- | - | -- | -- | --- |
| 1.    | Egyesült Államok (USA) | 5 | 5  | 0 | 9  | 2  | +7  |
| 2.    | Japán (JPN)            | 5 | 4  | 1 | 18 | 5  | +13 |
| 3.    | Kanada (CAN)           | 5 | 3  | 2 | 19 | 4  | +15 |
| 4.    | Mexikó (MEX)           | 5 | 2  | 3 | 11 | 10 | +1  |
| 5.    | Ausztrália (AUS)       | 5 | 1  | 4 | 5  | 21 | −16 |
| 6.    | Olaszország (ITA)      | 5 | 0  | 5 | 1  | 21 | −20 |

| Csapat           | 1 | 2 | 3 | 4 | 5 | 6 | 7 | F | T | H |
| ---------------- | - | - | - | - | - | - | - | - | - | - |
| Ausztrália (AUS) | 1 | 0 | 0 | 0 | 0 | X | X | 1 | 2 | 2 |
| Japán (JPN)      | 1 | 0 | 2 | 3 | 2 | X | X | 8 | 6 | 0 |

| Csapat            | 1 | 2 | 3 | 4 | 5 | 6 | 7 | F | T | H |
| ----------------- | - | - | - | - | - | - | - | - | - | - |
| Olaszország (ITA) | 0 | 0 | 0 | 0 | 0 | 0 | 0 | 0 | 4 | 0 |
| Ausztrália (AUS)  | 0 | 1 | 0 | 0 | 0 | 0 | X | 1 | 4 | 0 |

| Csapat           | 1 | 2 | 3 | 4 | 5 | 6 | 7 | F | T | H |
| ---------------- | - | - | - | - | - | - | - | - | - | - |
| Ausztrália (AUS) | 1 | 0 | 0 | 0 | 0 | 0 | 0 | 1 | 6 | 2 |
| Kanada (CAN)     | 3 | 3 | 0 | 1 | 0 | 0 | X | 7 | 8 | 0 |

| Csapat                 | 1 | 2 | 3 | 4 | 5 | 6 | 7 | 8 | F | T | H |
| ---------------------- | - | - | - | - | - | - | - | - | - | - | - |
| Ausztrália (AUS)       | 0 | 0 | 0 | 0 | 0 | 0 | 0 | 1 | 1 | 3 | 0 |
| Egyesült Államok (USA) | 0 | 0 | 0 | 0 | 0 | 0 | 0 | 2 | 2 | 5 | 0 |

| Csapat           | 1 | 2 | 3 | 4 | 5 | 6 | 7 | F | T  | H |
| ---------------- | - | - | - | - | - | - | - | - | -- | - |
| Mexikó (MEX)     | 0 | 2 | 0 | 2 | 0 | 0 | 0 | 4 | 11 | 0 |
| Ausztrália (AUS) | 0 | 0 | 0 | 0 | 0 | 1 | 0 | 1 | 5  | 0 |

## Sportlövészet
Férfi
| Versenyző        | Versenyszám          | Selejtező | Selejtező | Döntő   | Döntő    |
| Versenyző        | Versenyszám          | Pont      | Helyezés  | Pont    | Helyezés |
| ---------------- | -------------------- | --------- | --------- | ------- | -------- |
| Paul Adams       | Skeet                | 119       | 21        | kiesett | kiesett  |
| Thomas Grice     | Trap                 | 119       | 25        | kiesett | kiesett  |
| James Willett    | Trap                 | 120       | 21        | kiesett | kiesett  |
| Sergei Evglevski | Gyorstüzelő pisztoly | 572       | 17        | kiesett | kiesett  |
| Daniel Repacholi | Légpisztoly          | 568       | 30        | kiesett | kiesett  |
| Alex Hoberg      | Légpuska             | 625.6     | 21        | kiesett | kiesett  |
| Dane Sampson     | Légpuska             | 623.5     | 30        | kiesett | kiesett  |
| Dane Sampson     | Sportpuska összetett | 1162      | 27        | kiesett | kiesett  |
| Jack Rossiter    | Sportpuska összetett | 1160      | 29        | kiesett | kiesett  |

Női
| Versenyző          | Versenyszám          | Selejtező | Selejtező | Döntő   | Döntő    |
| Versenyző          | Versenyszám          | Pont      | Helyezés  | Pont    | Helyezés |
| ------------------ | -------------------- | --------- | --------- | ------- | -------- |
| Laura Coles        | Skeet                | 112       | 25        | kiesett | kiesett  |
| Laetisha Scanlan   | Trap                 | 121       | 4         | 26      | 4        |
| Penny Smith        | Trap                 | 120       | 5         | 13      | 6        |
| Dina Aspandiyarova | Légpisztoly          | 558       | 46        | kiesett | kiesett  |
| Elena Galiabovitch | Légpisztoly          | 569       | 27        | kiesett | kiesett  |
| Elena Galiabovitch | Sportpisztoly        | 583       | 11        | kiesett | kiesett  |
| Elise Collier      | Légpuska             | 618.2     | 42        | kiesett | kiesett  |
| Katarina Kowplos   | Légpuska             | 617.2     | 45        | kiesett | kiesett  |
| Katarina Kowplos   | Sportpuska összetett | 1137      | 36        | kiesett | kiesett  |

Vegyes
| Versenyző                           | Versenyszám | Selejtező | Selejtező | Elődöntő | Elődöntő | Döntő   | Döntő    |
| Versenyző                           | Versenyszám | Pont      | Helyezés  | Pont     | Helyezés | Pont    | Helyezés |
| ----------------------------------- | ----------- | --------- | --------- | -------- | -------- | ------- | -------- |
| Elise Collier Alex Hoberg           | Légpuska    | 623.6     | 19        | kiesett  | kiesett  | kiesett | kiesett  |
| Dane Sampson Katarina Kowplos       | Légpuska    | 623.1     | 22        | kiesett  | kiesett  | kiesett | kiesett  |
| Daniel Repacholi Dina Aspandiyarova | Légpisztoly | 576       | 6         | 380      | 8        | kiesett | kiesett  |
| Thomas Grice Penny Smith            | Trap        | 145       | 6         |          |          | kiesett | kiesett  |
| James Willett Laetisha Scanlan      | Trap        | 145       | 7         | kiesett  | kiesett  |         |          |

## Sportmászás
| Versenyző        | Versenyszám | Selejtező  | Selejtező  | Selejtező  | Selejtező  | Selejtező | Selejtező | Összesítés | Összesítés | Döntő      | Döntő      | Döntő      | Döntő      | Döntő     | Döntő     | Összesítés | Összesítés |
| Versenyző        | Versenyszám | Gyorsasági | Gyorsasági | Bouldering | Bouldering | Nehézségi | Nehézségi | Összesítés | Összesítés | Gyorsasági | Gyorsasági | Bouldering | Bouldering | Nehézségi | Nehézségi | Összesítés | Összesítés |
| Versenyző        | Versenyszám | Idő        | Hely       | Pont       | Hely       | Pont      | Hely      | Pont       | Hely       | Idő        | Hely       | Pont       | Hely       | Pont      | Hely      | Pont       | Hely       |
| ---------------- | ----------- | ---------- | ---------- | ---------- | ---------- | --------- | --------- | ---------- | ---------- | ---------- | ---------- | ---------- | ---------- | --------- | --------- | ---------- | ---------- |
| Tom O'Halloran   | Férfi       | 7.34       | 17         | 0T0z 0 0   | 19.5       | 25        | 19        | 6298.50    | 20         | kiesett    | kiesett    | kiesett    | kiesett    | kiesett   | kiesett   | kiesett    | kiesett    |
| Oceana Mackenzie | Női         | 8.83       | 13         | 1T2z 3 2   | 12         | 15+       | 16        | 2496.00    | 19         | kiesett    | kiesett    | kiesett    | kiesett    | kiesett   | kiesett   | kiesett    | kiesett    |

## Súlyemelés
Férfi
| Versenyző        | Versenyszám | Szakítás | Szakítás | Lökés    | Lökés    | Összesen | Helyezés |
| Versenyző        | Versenyszám | Eredmény | Helyezés | Eredmény | Helyezés | Összesen | Helyezés |
| ---------------- | ----------- | -------- | -------- | -------- | -------- | -------- | -------- |
| Brandon Wakeling | 73 kg       | 125 kg   | 14       | 166 kg   | 12       | 291 kg   | 13       |
| Matthew Lydement | 109 kg      | 158 kg   | 12       | 180 kg   | 12       | 338 kg   | 12       |

Női
| Versenyző             | Versenyszám | Szakítás | Szakítás | Lökés    | Lökés    | Összesen | Helyezés |
| Versenyző             | Versenyszám | Eredmény | Helyezés | Eredmény | Helyezés | Összesen | Helyezés |
| --------------------- | ----------- | -------- | -------- | -------- | -------- | -------- | -------- |
| Erika Yamasaki        | 59 kg       | 75 kg    | 12       | 95 kg    | 12       | 170 kg   | 12       |
| Kiana Elliott         | 64 kg       | 101 kg   | 6        | 108 kg   | 11       | 209 kg   | 11       |
| Charisma Amoe-Tarrant | +87 kg      | 105 kg   | 7        | 138 kg   | 6        | 243 kg   | 6        |

## Szinkronúszás
| Sportoló | Versenyszám | Technikai program | Technikai program | Szabadprogram (selejtező) | Szabadprogram (selejtező)     | Szabadprogram (selejtező) | Szabadprogram (döntő) | Szabadprogram (döntő)         | Szabadprogram (döntő) |
| Sportoló | Versenyszám | Pont              | Helyezés          | Pont                      | Összesen (technikai + szabad) | Helyezés                  | Pont                  | Összesen (technikai + szabad) | Helyezés              |
| --- | ----------- | ----------------- | ----------------- | ------------------------- | ----------------------------- | ------------------------- | --------------------- | ----------------------------- | --------------------- |
| Emily Rogers Amie Thompson                                                                                                | Páros       | 75.5343           | 20                | 76.3667                   | 151.9010                      | 20                        | kiesett               | kiesett                       | kiesett               |
| Carolyn Rayna Buckle Hannah Burkhill Kiera Gazzard Alessandra Ho Kirsten Kinash Rachel Presser Emily Rogers Amie Thompson | Csapat      | 75.6351           | 9                 |                           |                               |                           | 77.3667               | 153.0018                      | 9                     |

## Taekwondo
Férfi
| Versenyző     | Versenyszám | Nyolcaddöntő              | Negyeddöntő | Elődöntő | Vigaszág | Bronz- mérkőzés | Döntő   | Helyezés |
| ------------- | ----------- | ------------------------- | ----------- | -------- | -------- | --------------- | ------- | -------- |
| Safwan Khalil | Légsúly     | Sawekwiharee (THA) · 7-23 | kiesett     | kiesett  | kiesett  | kiesett         | kiesett | kiesett  |
| Jack Marton   | Váltósúly   | Eissa (EGY) · 1-11        | kiesett     | kiesett  | kiesett  | kiesett         | kiesett | kiesett  |

Női
| Versenyző    | Versenyszám | Nyolcaddöntő          | Negyeddöntő | Elődöntő | Vigaszág | Bronz- mérkőzés | Döntő   | Helyezés |
| ------------ | ----------- | --------------------- | ----------- | -------- | -------- | --------------- | ------- | -------- |
| Stacey Hymer | Pehelysúly  | Park (CAN) · 15-25    | kiesett     | kiesett  | kiesett  | kiesett         | kiesett | kiesett  |
| Reba Stewart | Nehézsúly   | Kowalczuk (POL) · 2-7 | kiesett     | kiesett  | kiesett  | kiesett         | kiesett | kiesett  |

## Tenisz
Férfi
| Versenyző                 | Versenyszám | 64-es főtábla                          | 32-es főtábla                  | Nyolcaddöntő | Negyeddöntő | Elődöntő | Bronz- mérkőzés | Döntő   | Helyezés |
| ------------------------- | ----------- | -------------------------------------- | ------------------------------ | ------------ | ----------- | -------- | --------------- | ------- | -------- |
| James Duckworth           | Egyes       | Klein (SVK) · 5-7;6-3;7-6              | Hacsanov (ROC) · 5-7;1-6       | kiesett      | kiesett     | kiesett  | kiesett         | kiesett | kiesett  |
| John Millman              | Egyes       | Musetti (ITA) · 6-3;6-4                | Davidovich (ESP) · 4-6;7-6;3-6 | kiesett      | kiesett     | kiesett  | kiesett         | kiesett | kiesett  |
| Max Purcell               | Egyes       | Auger-Aliassime (CAN) · 6-4;7-6        | Koepfer (GER) · 3-6;0-6        | kiesett      | kiesett     | kiesett  | kiesett         | kiesett | kiesett  |
| Luke Saville              | Egyes       | Hurkacz (POL) · 2-6;4-6                | kiesett                        | kiesett      | kiesett     | kiesett  | kiesett         | kiesett | kiesett  |
| John Millman Luke Saville | Páros       |                                        | Marach/Oswald (AUT) · 5-7;2-6  | kiesett      | kiesett     | kiesett  | kiesett         | kiesett | kiesett  |
| John Peers Max Purcell    | Páros       | Krajicek/Sandgren (USA) · 6-3;6-7;5-10 | kiesett                        | kiesett      | kiesett     | kiesett  | kiesett         | kiesett |          |

Női
| Versenyző                    | Versenyszám | 64-es főtábla                            | 32-es főtábla                   | Nyolcaddöntő                    | Negyeddöntő                               | Elődöntő | Bronz- mérkőzés | Döntő   | Helyezés |
| ---------------------------- | ----------- | ---------------------------------------- | ------------------------------- | ------------------------------- | ----------------------------------------- | -------- | --------------- | ------- | -------- |
| Ashleigh Barty               | Egyes       | Sorribes (ESP) · 4-6;3-6                 | kiesett                         | kiesett                         | kiesett                                   | kiesett  | kiesett         | kiesett | kiesett  |
| Samantha Stosur              | Egyes       | Ribakina (KAZ) · 4-6;2-6                 | kiesett                         | kiesett                         | kiesett                                   | kiesett  | kiesett         | kiesett | kiesett  |
| Ajla Tomljanović             | Egyes       | Svedova (KAZ) · 7-5;3-2                  | Szvitolina (UKR) · 6-4;3-6;4-6  | kiesett                         | kiesett                                   | kiesett  | kiesett         | kiesett | kiesett  |
| Ashleigh Barty Storm Sanders | Páros       |                                          | Hibino/Ninomija (JPN) · 6-1;6-2 | Hszü/Jang (CHN) · 6-4;6-4       | Krejčíková/Siniaková (CZE) · 6-3;4-6;7-10 | kiesett  | kiesett         | kiesett | kiesett  |
| Samantha Stosur Ellen Perez  | Páros       | Ostapenko/Sevastova (LAT) · 4-6;6-1;10-5 | Niculescu/Olaru (ROU) · 7-6;7-5 | Bencic/Golubiic (SUI) · 4-6;4-6 | kiesett                                   | kiesett  | kiesett         | kiesett |          |

Vegyes
| Versenyző                 | Versenyszám | Nyolcaddöntő                       | Negyeddöntő                           | Elődöntő                                     | Bronz- mérkőzés                         | Döntő   | Helyezés |
| ------------------------- | ----------- | ---------------------------------- | ------------------------------------- | -------------------------------------------- | --------------------------------------- | ------- | -------- |
| Ashleigh Barty John Peers | Páros       | Podoroska/Zeballos (ARG) · 6-1;7-6 | Szákari/Cicipász (GRE) · 6-4;4-6;10-6 | Pavljucsenkova/Rubljov (ROC) · 7-5;4-6;11-13 | Stojanović/Đoković (SRB) · visszalépett | kiesett | Bronz    |

## Tollaslabda
| Versenyző                        | Versenyszám  | Csoportkör | Hely | Nyolcaddöntő | Negyeddöntő | Elődöntő | Bronz- mérkőzés | Döntő   | Helyezés |
| -------------------------------- | ------------ | --- | ---- | ------------ | ----------- | -------- | --------------- | ------- | -------- |
| Chen Hsuan-yu                    | Női egyes    | Blichfeldt (DEN) · 7-21;14-21 · Zecsiri (BUL) · 21-16;20-22;21-8                                                           | 2    | kiesett      | kiesett     | kiesett  | kiesett         | kiesett | kiesett  |
| Setyana Mapasa Gronya Somerville | Női páros    | Li/Sin (KOR) · 9-21;6-21 · Du/Li (CHN) · 9-21;12-21 · Fruergaard/Thygesen (DEN) · 21-19;13-21;21-12                        | 3    | kiesett      | kiesett     | kiesett  | kiesett         | kiesett | kiesett  |
| Gronya Somerville Simon Leung    | Vegyes páros | Jordan/Oktavianti (INA) · 22-20;17-21;13-21 · Vatanabe/Higasino (JPN) · 7-21;15-21 · Christiansen/Bøje (DEN) · 16-21;14-21 | 4    | kiesett      | kiesett     | kiesett  | kiesett         | kiesett | kiesett  |

## Torna
| Versenyző       | Versenyszám          | Selejtező | Selejtező | Döntő    | Döntő    |
| Versenyző       | Versenyszám          | Pontszám  | Helyezés  | Pontszám | Helyezés |
| --------------- | -------------------- | --------- | --------- | -------- | -------- |
| Tyson Bull      | Férfi nyújtó         | 14.433    | 7         | 12.566   | 5        |
| Tyson Bull      | Férfi korlát         | 13.566    | 54        | kiesett  | kiesett  |
| Georgia Godwin  | Női egyéni összetett | 52.865    | 37        | kiesett  | kiesett  |
| Emily Whitehead | Női egyéni összetett | 52.298    | 44        | kiesett  | kiesett  |

### Ritmikus gimnasztika
| Versenyző        | Versenyszám | Selejtező | Selejtező | Selejtező | Selejtező | Selejtező | Selejtező | Döntő   | Döntő   | Döntő    | Döntő   | Döntő    | Helyezés |
| Versenyző        | Versenyszám | Karika    | Labda     | Buzogány  | Szalag    | Összesen  | Összesen  | Karika  | Labda   | Buzogány | Szalag  | Összesen | Helyezés |
| Versenyző        | Versenyszám | Pont      | Pont      | Pont      | Pont      | Pont      | Hely      | Pont    | Pont    | Pont     | Pont    | Pont     | Helyezés |
| ---------------- | ----------- | --------- | --------- | --------- | --------- | --------- | --------- | ------- | ------- | -------- | ------- | -------- | -------- |
| Lidiia Iakovleva | Egyéni      | 20.600    | 19.800    | 22.325    | 16.050    | 78.775    | 23        | kiesett | kiesett | kiesett  | kiesett | kiesett  | kiesett  |

| Versenyző                                                                    | Versenyszám | Selejtező | Selejtező              | Selejtező | Selejtező | Döntő   | Döntő                  | Döntő    | Döntő    | Helyezés |
| Versenyző                                                                    | Versenyszám | 5 labda   | 3 karika és 2 buzogány | Összesen  | Összesen  | 5 labda | 3 karika és 2 buzogány | Összesen | Összesen | Helyezés |
| Versenyző                                                                    | Versenyszám | Pont      | Pont                   | Pont      | Hely.     | Pont    | Pont                   | Pont     | Hely.    | Helyezés |
| ---------------------------------------------------------------------------- | ----------- | --------- | ---------------------- | --------- | --------- | ------- | ---------------------- | -------- | -------- | -------- |
| Emily Abbot Alexandra Aristoteli Alannah Mathews Himeka Onoda Felicity White | Csapat      | 20.850    | 19.500                 | 40.350    | 14        | kiesett | kiesett                | kiesett  | kiesett  | kiesett  |

### Trambulin
| Versenyző         | Versenyszám | Selejtező | Selejtező | Döntő    | Döntő    |
| Versenyző         | Versenyszám | Pontszám  | Helyezés  | Pontszám | Helyezés |
| ----------------- | ----------- | --------- | --------- | -------- | -------- |
| Dominic Clarke    | Férfi       | 111.680   | 4         | 24.955   | 8        |
| Jessica Pickering | Női         | 34.190    | 16        | kiesett  | kiesett  |

## Triatlon
| Versenyző         | Versenyszám | 1,5 km úszás | Depózás 1 | 40 km kerékpározás | Depózás 2 | 10 km futás | Összesítés | Összesítés |
| Versenyző         | Versenyszám | Idő          | Idő       | Idő                | Idő       | Idő         | Idő        | Helyezés   |
| ----------------- | ----------- | ------------ | --------- | ------------------ | --------- | ----------- | ---------- | ---------- |
| Jacob Birtwhistle | Férfi       | 18:14        | 0:38      | 56:11              | 0:28      | 31:01       | 1:46:32    | 16         |
| Matthew Hauser    | Férfi       | 18:07        | 0:42      | 56:18              | 0:29      | 31:59       | 1:47:35    | 24         |
| Aaron Royle       | Férfi       | 18:09        | 0:41      | 56:14              | 0:32      | 32:21       | 1:47:57    | 26         |
| Ashleigh Gentle   | Női         | 20:07        | 0:45      | lekörözve          | lekörözve | lekörözve   | lekörözve  | lekörözve  |
| Jaz Hedgeland     | Női         | 19:44        | 0:41      | lekörözve          | lekörözve | lekörözve   | lekörözve  | lekörözve  |
| Emma Jeffcoat     | Női         | 19:06        | 0:42      | 1:03:18            | 0:38      | 39:13       | 2:02:57    | 26         |

| Versenyző         | Versenyszám   | Úszás (300 m X 4) | Depózás 1 | Kerékpározás (6,8 km X 4) | Depózás 2 | Futás (2 km X 4) | Összesen | Hely. |
| ----------------- | ------------- | ----------------- | --------- | ------------------------- | --------- | ---------------- | -------- | ----- |
| Jacob Birtwhistle | Vegyes csapat | 4:08              | 0:37      | 9:47                      | 0:28      | 5:25             | 20:25    |       |
| Matthew Hauser    | Vegyes csapat | 4:00              | 0:37      | 9:56                      | 0:27      | 5:56             | 20:56    |       |
| Ashleigh Gentle   | Vegyes csapat | 4:33              | 0:41      | 10:56                     | 0:30      | 6:17             | 22:57    |       |
| Emma Jeffcoat     | Vegyes csapat | 3:45              | 0:41      | 10:37                     | 0:25      | 6:41             | 22:09    |       |
|                   |               |                   |           |                           |           |                  | 1:26:27  | 9     |

## Úszás
Férfi
| Versenyző                                                                             | Versenyszám      | Előfutam | Előfutam | Előfutam | Elődöntő | Elődöntő | Elődöntő | Döntő     | Döntő    |
| Versenyző                                                                             | Versenyszám      | Idő      | Hely.    | Össz.    | Idő      | Hely.    | Össz.    | Idő       | Helyezés |
| ------------------------------------------------------------------------------------- | ---------------- | -------- | -------- | -------- | -------- | -------- | -------- | --------- | -------- |
| Cameron McEvoy                                                                        | 50 m gyors       | 22.31    | 8        | 29       | kiesett  | kiesett  | kiesett  | kiesett   | kiesett  |
| Cameron McEvoy                                                                        | 100 m gyors      | 48.72    | 7        | 24       | kiesett  | kiesett  | kiesett  | kiesett   | kiesett  |
| Kyle Chalmers                                                                         | 100 m gyors      | 47.77    | 1        | 3        | 47.80    | 2        | 6        | 47.08     | Ezüst    |
| Elijah Winnington                                                                     | 200 m gyors      | 1:46.99  | 7        | 22       | kiesett  | kiesett  | kiesett  | kiesett   | kiesett  |
| Elijah Winnington                                                                     | 400 m gyors      | 3:45.20  | 1        | 4        |          |          |          | 3:45.20   | 7        |
| Jack McLoughlin                                                                       | 400 m gyors      | 3:45.20  | 1        | 4        | 3:43.52  | Ezüst    |          |           |          |
| Jack McLoughlin                                                                       | 800 m gyors      | 7:46.94  | 3        | 6        | 7:45.00  | 5        |          |           |          |
| Jack McLoughlin                                                                       | 1500 m gyors     | 14:56.98 | 4        | 10       | kiesett  | kiesett  |          |           |          |
| Thomas Neill                                                                          | 1500 m gyors     | 15:04.65 | 4        | 16       | kiesett  | kiesett  |          |           |          |
| Thomas Neill                                                                          | 200 m gyors      | 1:45.81  | 1        | 8        | 1:45.74  | 4        | 9        | kiesett   | kiesett  |
| Isaac Cooper                                                                          | 100 m hát        | 53.73    | 4        | 13       | 53.43    | 7        | 12       | kiesett   | kiesett  |
| Mitch Larkin                                                                          | 100 m hát        | 52.97    | 3        | 4        | 52.76    | 2        | 3        | 52.79     | 7        |
| Mitch Larkin                                                                          | 200 m vegyes     | 1:57.50  | 1        | 9        | 1:57.80  | 5        | 10       | kiesett   | kiesett  |
| Brendon Smith                                                                         | 200 m vegyes     | 1:58.57  | 2        | 22       | kiesett  | kiesett  | kiesett  | kiesett   | kiesett  |
| Brendon Smith                                                                         | 400 m vegyes     | 4:09.27  | 1        | 1        |          |          |          | 4:10.38   | Bronz    |
| Se-Bom Lee                                                                            | 400 m vegyes     | 4:15.76  | 2        | 16       | kiesett  | kiesett  |          |           |          |
| Tristan Hollard                                                                       | 200 m hát        | 1:57.24  | 4        | 10       | 1:56.92  | 6        | 10       | kiesett   | kiesett  |
| David Morgan                                                                          | 100 m pillangó   | 52.31    | 7        | 30       | kiesett  | kiesett  | kiesett  | kiesett   | kiesett  |
| David Morgan                                                                          | 200 m pillangó   | 2:00.27  | 8        | 35       | kiesett  | kiesett  | kiesett  | kiesett   | kiesett  |
| Matthew Temple                                                                        | 200 m pillangó   | 1:56.25  | 7        | 18       | kiesett  | kiesett  | kiesett  | kiesett   | kiesett  |
| Matthew Temple                                                                        | 100 m pillangó   | 51.39    | 3        | 8        | 51.12    | 4        | 6        | 50.92     | 5        |
| Zac Stubblety-Cook                                                                    | 100 m mell       | 1:00.05  | 2        | 24       | kiesett  | kiesett  | kiesett  | kiesett   | kiesett  |
| Zac Stubblety-Cook                                                                    | 200 m mell       | 2:07.37  | 1        | 1        | 2:07.35  | 1        | 1        | 2:06.38   | Arany    |
| Matthew Wilson                                                                        | 200 m mell       | 2:09.29  | 5        | 10       | 2:10.10  | 7        | 14       | kiesett   | kiesett  |
| Matthew Wilson                                                                        | 100 m mell       | 1:00.03  | 7        | 22       | kiesett  | kiesett  | kiesett  | kiesett   | kiesett  |
| Kai Edwards                                                                           | 10 km nyílt vízi |          |          |          |          |          |          | 1:53:04.0 | 12       |
| Kyle Chalmers Alexander Graham Zac Incerti Cameron McEvoy Matthew Temple              | 4 × 100 m gyors  | 3:11.89  | 2        | 3        |          |          |          | 3:10.22   | Bronz    |
| Kyle Chalmers Alexander Graham Mack Horton Zac Incerti Thomas Neill Elijah Winnington | 4 × 200 m gyors  | 7:05.00  | 2        | 2        | 7:01.84  | Bronz    |          |           |          |
| Kyle Chalmers Mitch Larkin David Morgan Zac Stubblety-Cook Matthew Temple             | 4 × 100 m vegyes | 3:32.08  | 3        | 6        | 3:29.60  | 5        |          |           |          |

Női
| Versenyző | Versenyszám      | Előfutam | Előfutam | Előfutam | Elődöntő | Elődöntő | Elődöntő | Döntő     | Döntő    |
| Versenyző | Versenyszám      | Idő      | Hely.    | Össz.    | Idő      | Hely.    | Össz.    | Idő       | Helyezés |
| --- | ---------------- | -------- | -------- | -------- | -------- | -------- | -------- | --------- | -------- |
| Cate Campbell | 50 m gyors       | 24.15    | 2        | 3        | 24.27    | 4        | 6        | 24.36     | 7        |
| Cate Campbell | 100 m gyors      | 52.80    | 1        | 4        | 52.71    | 2        | 3        | 52.52     | Bronz    |
| Emma McKeon | 100 m gyors      | 52.13    | 1        | 1        | 52.32    | 1        | 1        | 51.96     | Arany    |
| Emma McKeon | 50 m gyors       | 24.02    | 1        | 1        | 24.00    | 1        | 1        | 23.81     | Arany    |
| Emma McKeon | 100 m pillangó   | 55.82    | 1        | 1        | 56.33    | 2        | 3        | 55.72     | Bronz    |
| Brianna Throssell                                                                                                | 100 m pillangó   | 58.08    | 5        | 16       | 57.59    | 6        | 12       | kiesett   | kiesett  |
| Brianna Throssell                                                                                                | 200 m pillangó   | 2:09.34  | 3        | 9        | 2:08.41  | 4        | 6        | 2:09.48   | 8        |
| Madison Wilson                                                                                                   | 200 m gyors      | 1:55.87  | 3        | 4        | 1:56.58  | 4        | 8        | 1:56.39   | 8        |
| Ariarne Titmus                                                                                                   | 200 m gyors      | 1:55.88  | 1        | 3        | 1:54.82  | 1        | 1        | 1:53.50   | Arany    |
| Ariarne Titmus                                                                                                   | 400 m gyors      | 4:01.66  | 1        | 3        |          |          |          | 3:56.69   | Arany    |
| Ariarne Titmus                                                                                                   | 800 m gyors      | 8:18.99  | 2        | 6        | 8:13.83  | Ezüst    |          |           |          |
| Kiah Melverton                                                                                                   | 800 m gyors      | 8:20.45  | 3        | 7        | 8:22.25  | 6        |          |           |          |
| Kiah Melverton                                                                                                   | 1500 m gyors     | 15:58.96 | 4        | 8        | 16:00.36 | 6        |          |           |          |
| Maddy Gough | 1500 m gyors     | 15:56.81 | 4        | 7        | 16:05.81 | 8        |          |           |          |
| Tamsin Cook | 400 m gyors      | 4:04.80  | 5        | 9        | kiesett  | kiesett  |          |           |          |
| Jessica Hansen                                                                                                   | 100 m mell       | 1:07.50  | 5        | 20       | kiesett  | kiesett  | kiesett  | kiesett   | kiesett  |
| Chelsea Hodges                                                                                                   | 100 m mell       | 1:06.70  | 3        | 12       | 1:06.60  | 5        | 9        | kiesett   | kiesett  |
| Abbey Harkin | 200 m mell       | 2:24.41  | 7        | 17       | kiesett  | kiesett  | kiesett  | kiesett   | kiesett  |
| Jenna Strauch | 200 m mell       | 2:23.30  | 3        | 9        | 2:24.25  | 6        | 9        | kiesett   | kiesett  |
| Kaylee McKeown                                                                                                   | 100 m hát        | 57.88    | 1        | 1        | 58.11    | 2        | 3        | 57.47     | Arany    |
| Kaylee McKeown                                                                                                   | 200 m hát        | 2:08.18  | 1        | 1        | 2:07.93  | 2        | 5        | 2:04.68   | Arany    |
| Emily Seebohm | 200 m hát        | 2:09.10  | 2        | 8        | 2:07.09  | 1        | 1        | 2:06.17   | Bronz    |
| Emily Seebohm | 100 m hát        | 58.86    | 3        | 5        | 58.59    | 3        | 6        | 58.45     | 5        |
| Kareena Lee | 10 km nyílt vízi |          |          |          |          |          |          | 1:59:32.5 | Bronz    |
| Bronte Campbell Cate Campbell Meg Harris Emma McKeon Mollie O'Callaghan Madison Wilson                           | 4 × 100 m gyors  | 3:31.73  | 1        | 1        |          |          |          | 3:29.69   | Arany    |
| Tamsin Cook Meg Harris Emma McKeon Leah Neale Mollie O'Callaghan Brianna Throssell Ariarne Titmus Madison Wilson | 4 × 200 m gyors  | 7:44.61  | 1        | 1        | 7:41.29  | Bronz    |          |           |          |
| Cate Campbell Chelsea Hodges Kaylee McKeown Emma McKeon Mollie O'Callaghan Emily Seebohm Brianna Throssell       | 4 × 100 m vegyes | 3:55.39  | 1        | 3        | 3:51.60  | Arany    |          |           |          |

Vegyes
| Versenyző                                                                                                   | Versenyszám      | Előfutam | Előfutam | Előfutam | Döntő   | Döntő    |
| Versenyző                                                                                                   | Versenyszám      | Idő      | Hely.    | Össz.    | Idő     | Helyezés |
| --- | ---------------- | -------- | -------- | -------- | ------- | -------- |
| Bronte Campbell Isaac Cooper Emma McKeon Kaylee McKeown Zac Stubblety-Cook Matthew Temple Brianna Throssell | 4 × 100 m vegyes | 3:42.35  | 2        | 4        | 3:38.95 | Bronz    |

## Vitorlázás
Férfi
| Versenyző                     | Versenyszám | Futam | Futam | Futam | Futam | Futam | Futam | Futam | Futam   | Futam | Futam | Futam | Futam | Futam   | Pontszám | Helyezés |
| Versenyző                     | Versenyszám | 1     | 2     | 3     | 4     | 5     | 6     | 7     | 8       | 9     | 10    | 11    | 12    | É       | Pontszám | Helyezés |
| ----------------------------- | ----------- | ----- | ----- | ----- | ----- | ----- | ----- | ----- | ------- | ----- | ----- | ----- | ----- | ------- | -------- | -------- |
| Matthew Wearn                 | Laser       | 17    | 28    | 2     | 4     | 2     | 2     | 1     | 1       | 12    | 8     |       |       | 4       | 53       | Arany    |
| Jake Lilley                   | Finn dingi  | 10    | 8     | 4     | 11    | 7     | 9     | 15    | 6       | 2     | 6     | 6     | 69    | 7       |          |          |
| Mathew Belcher William Ryan   | 470         | 2     | 5     | 1     | 1     | 4     | 3     | 2     | 1       | 2     | 8     | 2     | 23    | Arany   |          |          |
| Sam Phillips William Phillips | 49er        | 7     | 4     | 1     | 8     | 11    | 15    | 16    | kiesett | 18    | 14    | 8     | 9     | kiesett | 111      | 12       |

Női
| Versenyző                    | Versenyszám  | Futam | Futam | Futam | Futam | Futam | Futam | Futam   | Futam | Futam | Futam | Futam   | Futam | Futam   | Pontszám | Helyezés |
| Versenyző                    | Versenyszám  | 1     | 2     | 3     | 4     | 5     | 6     | 7       | 8     | 9     | 10    | 11      | 12    | É       | Pontszám | Helyezés |
| ---------------------------- | ------------ | ----- | ----- | ----- | ----- | ----- | ----- | ------- | ----- | ----- | ----- | ------- | ----- | ------- | -------- | -------- |
| Mara Stransky                | Laser radial | 12    | 26    | 19    | 10    | 19    | 16    | kiesett | 24    | 3     | 1     |         |       | kiesett | 130      | 14       |
| Monique de Vries Nia Jerwood | 470          | 7     | 12    | 12    | 8     | 18    | 19    | 15      | 13    | 13    | 20    | kiesett | 117   | 16      |          |          |
| Tess Lloyd Jaime Ryan        | 49erFX       | 9     | 11    | 7     | 9     | 11    | 10    | 15      | 10    | 19    | 11    | 8       | 8     | kiesett | 109      | 13       |

Vegyes
| Versenyző                      | Versenyszám | Futam | Futam | Futam | Futam | Futam | Futam | Futam | Futam | Futam | Futam | Futam | Futam | Futam | Pontszám | Helyezés |
| Versenyző                      | Versenyszám | 1     | 2     | 3     | 4     | 5     | 6     | 7     | 8     | 9     | 10    | 11    | 12    | É     | Pontszám | Helyezés |
| ------------------------------ | ----------- | ----- | ----- | ----- | ----- | ----- | ----- | ----- | ----- | ----- | ----- | ----- | ----- | ----- | -------- | -------- |
| Jason Waterhouse Lisa Darmanin | Nacra 17    | 2     | 11    | 4     | 4     | 7     | 8     | 1     | 5     | 4     | 6     | 5     | 8     | 18    | 72       | 5        |

## Vízilabda
Férfi
Játékoskeret
| Ausztrál férfi vízilabdacsapat-játékoskeret                                                                           | Ausztrál férfi vízilabdacsapat-játékoskeret                                                 |
| --- | ------------------------------------------------------------------------------------------- |
| - Anthony Hrysanthos - Richie Campbell - George Ford - Goran Tomasevic - Nathan Power - Lachlan Edwards - Aidan Roach | - Aaron Younger - Andrew Ford - Timothy Putt - Rhys Howden - Blake Edwards - Joel Dennerley |

Eredmények
Csoportkör
B csoport
| Hely. | Csapat              | M | Gy | D | V | G+ | G– | Gk  | P  | Továbbjutás |
| ----- | ------------------- | - | -- | - | - | -- | -- | --- | -- | ----------- |
| 1.    | Spanyolország (ESP) | 5 | 5  | 0 | 0 | 61 | 31 | +30 | 10 | Negyeddöntő |
| 2.    | Horvátország (CRO)  | 5 | 3  | 0 | 2 | 62 | 46 | +16 | 6  | Negyeddöntő |
| 3.    | Szerbia (SRB)       | 5 | 3  | 0 | 2 | 70 | 46 | +24 | 6  | Negyeddöntő |
| 4.    | Montenegró (MNE)    | 5 | 2  | 0 | 3 | 54 | 56 | −2  | 4  | Negyeddöntő |
| 5.    | Ausztrália (AUS)    | 5 | 2  | 0 | 3 | 49 | 60 | −11 | 4  |             |
| 6.    | Kazahsztán (KAZ)    | 5 | 0  | 0 | 5 | 35 | 92 | −57 | 0  |             |

1. 1 2  Horvátország 14–12 Szerbia
2. 1 2  Ausztrália 10–15 Montenegró

| 2021. július 25. 15:30 (8:30) | Ausztrália (AUS)     | 10–15       | Montenegró (MNE) | Tokyo Tatsumi International Swimming Center Játékvezetők: Adrian Alexandrescu (ROU), Alessandro Severo (ITA) |
| 2021. július 25. 15:30 (8:30) | (5–4, 2–2, 1–4, 2–5) |             |                  | Tokyo Tatsumi International Swimming Center Játékvezetők: Adrian Alexandrescu (ROU), Alessandro Severo (ITA) |
| 2021. július 25. 15:30 (8:30) | Campbell 3           | Jegyzőkönyv | Ukropina 4       | Tokyo Tatsumi International Swimming Center Játékvezetők: Adrian Alexandrescu (ROU), Alessandro Severo (ITA) |

| 2021. július 27. 19:50 (12:50) | Ausztrália (AUS)     | 11–8        | Horvátország (CRO) | Tokyo Tatsumi International Swimming Center Játékvezetők: Frank Ohme (GER), Michael Goldenberg (USA) |
| 2021. július 27. 19:50 (12:50) | (3–3, 2–0, 2–3, 4–2) |             |                    | Tokyo Tatsumi International Swimming Center Játékvezetők: Frank Ohme (GER), Michael Goldenberg (USA) |
| 2021. július 27. 19:50 (12:50) | Campbell 3           | Jegyzőkönyv | Joković 3          | Tokyo Tatsumi International Swimming Center Játékvezetők: Frank Ohme (GER), Michael Goldenberg (USA) |

| 2021. július 29. 19:50 (12:50) | Szerbia (SRB)        | 14–8        | Ausztrália (AUS) | Tokyo Tatsumi International Swimming Center Játékvezetők: Frank Ohme (GER), Georgios Stavridis (GRE) |
| 2021. július 29. 19:50 (12:50) | (6–0, 4–1, 1–2, 3–5) |             |                  | Tokyo Tatsumi International Swimming Center Játékvezetők: Frank Ohme (GER), Georgios Stavridis (GRE) |
| 2021. július 29. 19:50 (12:50) | Mandić 4             | Jegyzőkönyv | B. Edwards 2     | Tokyo Tatsumi International Swimming Center Játékvezetők: Frank Ohme (GER), Georgios Stavridis (GRE) |

| 2021. július 31. 11:30 (4:30) | Ausztrália (AUS)     | 5–16        | Spanyolország (ESP) | Tokyo Tatsumi International Swimming Center Játékvezetők: Adrian Alexandrescu (ROU), Sébastien Dervieux (FRA) |
| 2021. július 31. 11:30 (4:30) | (2–4, 1–4, 2–5, 0–3) |             |                     | Tokyo Tatsumi International Swimming Center Játékvezetők: Adrian Alexandrescu (ROU), Sébastien Dervieux (FRA) |
| 2021. július 31. 11:30 (4:30) | Edwards, Younger 2   | Jegyzőkönyv | Granados 4          | Tokyo Tatsumi International Swimming Center Játékvezetők: Adrian Alexandrescu (ROU), Sébastien Dervieux (FRA) |

| 2021. augusztus 2. 19:50 (12:50) | Ausztrália (AUS)     | 15–7        | Kazahsztán (KAZ)     | Tokyo Tatsumi International Swimming Center Játékvezetők: Germán Moller (ARG), Michael Goldenberg (USA) |
| 2021. augusztus 2. 19:50 (12:50) | (4–1, 3–0, 5–2, 3–4) |             |                      | Tokyo Tatsumi International Swimming Center Játékvezetők: Germán Moller (ARG), Michael Goldenberg (USA) |
| 2021. augusztus 2. 19:50 (12:50) | Howden 5             | Jegyzőkönyv | Shakenov, Ukumanov 2 | Tokyo Tatsumi International Swimming Center Játékvezetők: Germán Moller (ARG), Michael Goldenberg (USA) |

Női
Játékoskeret
| Ausztrál női vízilabdacsapat-játékoskeret                                                                       | Ausztrál női vízilabdacsapat-játékoskeret                                                     |
| --- | --------------------------------------------------------------------------------------------- |
| - Lea Yanitsas - Keesja Gofers - Hannah Buckling - Bronte Halligan - Elle Armit - Bronwen Knox - Rowena Webster | - Amy Ridge - Zoe Arancini - Lena Mihailović - Matilda Kearns - Abby Andrews - Gabriella Palm |

Eredmények
Csoportkör
A csoport
| Hely. | Csapat                        | M | Gy | D | V | G+ | G– | Gk  | P | Továbbjutás |
| ----- | ----------------------------- | - | -- | - | - | -- | -- | --- | - | ----------- |
| 1.    | Spanyolország (ESP)           | 4 | 3  | 0 | 1 | 71 | 37 | +34 | 6 | Negyeddöntő |
| 2.    | Ausztrália (AUS)              | 4 | 3  | 0 | 1 | 46 | 33 | +13 | 6 | Negyeddöntő |
| 3.    | Hollandia (NED)               | 4 | 3  | 0 | 1 | 75 | 41 | +34 | 6 | Negyeddöntő |
| 4.    | Kanada (CAN)                  | 4 | 1  | 0 | 3 | 48 | 39 | +9  | 2 | Negyeddöntő |
| 5.    | Dél-afrikai Köztársaság (RSA) | 4 | 0  | 0 | 4 | 7  | 97 | −90 | 0 |             |

1. 1 2 3  Spanyolország 2 pont, +5 gk; Hollandia 2 pont, −2 gk; Ausztrália 2 pont, −3 gk

| 2021. július 24. 14:00 (7:00) | Kanada (CAN)         | 5–8         | Ausztrália (AUS) | Tokyo Tatsumi International Swimming Center Játékvezetők: Michael Goldenberg (USA), Kun György (HUN) |
| 2021. július 24. 14:00 (7:00) | (1–1, 2–4, 1–2, 1–1) |             |                  | Tokyo Tatsumi International Swimming Center Játékvezetők: Michael Goldenberg (USA), Kun György (HUN) |
| 2021. július 24. 14:00 (7:00) | Eggens 3             | Jegyzőkönyv | Halligan 3       | Tokyo Tatsumi International Swimming Center Játékvezetők: Michael Goldenberg (USA), Kun György (HUN) |

| 2021. július 26. 18:20 (11:20) | Ausztrália (AUS)     | 15–12       | Hollandia (NED) | Tokyo Tatsumi International Swimming Center Játékvezetők: Adrian Alexandrescu (ROU), Arkadii Voevodin (RUS) |
| 2021. július 26. 18:20 (11:20) | (3–3, 2–5, 5–2, 5–2) |             |                 | Tokyo Tatsumi International Swimming Center Játékvezetők: Adrian Alexandrescu (ROU), Arkadii Voevodin (RUS) |
| 2021. július 26. 18:20 (11:20) | három játékos 3      | Jegyzőkönyv | négy játékos 2  | Tokyo Tatsumi International Swimming Center Játékvezetők: Adrian Alexandrescu (ROU), Arkadii Voevodin (RUS) |

| 2021. július 30. 19:50 (12:50) | Spanyolország (ESP)  | 15–9        | Ausztrália (AUS)  | Tokyo Tatsumi International Swimming Center Játékvezetők: Sébastien Dervieux (FRA), Arkadii Voevodin (RUS) |
| 2021. július 30. 19:50 (12:50) | (3–3, 4–3, 4–1, 4–2) |             |                   | Tokyo Tatsumi International Swimming Center Játékvezetők: Sébastien Dervieux (FRA), Arkadii Voevodin (RUS) |
| 2021. július 30. 19:50 (12:50) | Ortiz 5              | Jegyzőkönyv | Kearns, Webster 2 | Tokyo Tatsumi International Swimming Center Játékvezetők: Sébastien Dervieux (FRA), Arkadii Voevodin (RUS) |

| 2021. augusztus 1. 19:50 (12:50) | Ausztrália (AUS)     | 14–1        | Dél-afrikai Köztársaság (RSA) | Tokyo Tatsumi International Swimming Center Játékvezetők: Daniel Daners (URU), Jeremy Cheng (SGP) |
| 2021. augusztus 1. 19:50 (12:50) | (1–0, 6–1, 4–0, 3–0) |             |                               | Tokyo Tatsumi International Swimming Center Játékvezetők: Daniel Daners (URU), Jeremy Cheng (SGP) |
| 2021. augusztus 1. 19:50 (12:50) | öt játékos 2         | Jegyzőkönyv | Vaughan 1                     | Tokyo Tatsumi International Swimming Center Játékvezetők: Daniel Daners (URU), Jeremy Cheng (SGP) |

Negyeddöntő
| 2021. augusztus 3. 19:50 (12:50) | Ausztrália (AUS)     | 8–9         | Az Orosz Olimpiai Bizottság versenyzői (ROC) | Tokyo Tatsumi International Swimming Center Játékvezetők: Adrian Alexandrescu (ROU), Xevi Buch (ESP) |
| 2021. augusztus 3. 19:50 (12:50) | (2–4, 2–2, 2–2, 2–1) |             |                                              | Tokyo Tatsumi International Swimming Center Játékvezetők: Adrian Alexandrescu (ROU), Xevi Buch (ESP) |
| 2021. augusztus 3. 19:50 (12:50) | Armit, Halligan 2    | Jegyzőkönyv | három játékos 2                              | Tokyo Tatsumi International Swimming Center Játékvezetők: Adrian Alexandrescu (ROU), Xevi Buch (ESP) |

5-8. helyért
| 2021. augusztus 5. 15:30 (8:30) | Ausztrália (AUS)     | 14–12       | Kanada (CAN)   | Tokyo Tatsumi International Swimming Center Játékvezetők: Ursula Wengenroth (SUI), Alessandro Severo (ITA) |
| 2021. augusztus 5. 15:30 (8:30) | (2–3, 3–2, 3–3, 2–2) |             |                | Tokyo Tatsumi International Swimming Center Játékvezetők: Ursula Wengenroth (SUI), Alessandro Severo (ITA) |
| 2021. augusztus 5. 15:30 (8:30) | Arancini 5           | Jegyzőkönyv | négy játékos 2 | Tokyo Tatsumi International Swimming Center Játékvezetők: Ursula Wengenroth (SUI), Alessandro Severo (ITA) |
| 2021. augusztus 5. 15:30 (8:30) | Büntetőpárbaj:       |             |                | Tokyo Tatsumi International Swimming Center Játékvezetők: Ursula Wengenroth (SUI), Alessandro Severo (ITA) |
| 2021. augusztus 5. 15:30 (8:30) | 4–2                  |             |                | Tokyo Tatsumi International Swimming Center Játékvezetők: Ursula Wengenroth (SUI), Alessandro Severo (ITA) |

5. helyért
| 2021. augusztus 7. 11:00 (4:00) | Hollandia (NED)      | 7–14        | Ausztrália (AUS) | Tokyo Tatsumi International Swimming Center Játékvezetők: Xevi Buch (ESP), Dion Willis (RSA) |
| 2021. augusztus 7. 11:00 (4:00) | (1–5, 1–3, 2–3, 3–3) |             |                  | Tokyo Tatsumi International Swimming Center Játékvezetők: Xevi Buch (ESP), Dion Willis (RSA) |
| 2021. augusztus 7. 11:00 (4:00) | Van de Kraats 3      | Jegyzőkönyv | Gofers 3         | Tokyo Tatsumi International Swimming Center Játékvezetők: Xevi Buch (ESP), Dion Willis (RSA) |